# Mundo de A Song of Ice and Fire
Mundo de A Song of Ice and Fire é o mundo fictício onde se passam as histórias dos livros da saga épica de fantasia medieval A Song of Ice and Fire (As Crônicas de Gelo e Fogo no Brasil; As Crónicas de Gelo e Fogo em Portugal), do escritor norte-americano George R. R. Martin, retratado também na franquia de Game of Thrones. Este mundo é dividido em vários continentes. A maioria das histórias acontece no continente de Westeros, numa grande entidade política conhecida como os Sete Reinos. 
Os Sete Reinos na verdade consistem de nove regiões (o Norte, as Ilhas de Ferro, as Terras Fluviais, o Vale de Arryn, a Campina, as Terras Ocidentais, as Terras da Tempestade, as Terras da Coroa e Dorne) e uma grande área não-mapeada ao norte do continente, separada dos Sete Reinos por uma maciça muralha de gelo e mágica antiga. O vasto continente de Essos está à direita de Westeros, através do Mar Estreito. As mais próximas nações estrangeiras de Westeros são as Cidades Livres, uma coleção de cidades-estado independentes ao longo da costa ocidental deste continente a leste. As terras ao longo da costa meridional de Essos, coletivamente chamadas de Terras do Mar de Verão, incluem a Baía dos Escravos e as ruínas de Valíria, a antiga cidade dos reis de Westeros da dinastia Targaryen. Ao sul de Essos estão os continentes de Sothoryos e Ulthos, muito pouco explorados durante a saga.
George R. R. Martin criou a história de seus livros num mundo alternativo da Terra, um "universo fictício", assim como J. R. R. Tolkien, o autor de O Senhor dos Anéis, fez o mesmo de maneira pioneira com sua Terra Média. Martin chega a sugerir que seu mundo pode ser maior que o planeta Terra real. A narrativa de Ice and Fire pode ser localizada num mundo pós-mágico, onde as pessoas não mais acreditam em coisas sobrenaturais como Os Outros e, apesar dos personagens entenderem os aspectos naturais do seu mundo, eles não compreendem seus elementos mágicos. A religião, entretanto, tem um componente importante na vida das pessoas, com as personagens praticando muitas religiões diferentes.

## Westeros
A história ocorre principalmente em um continente chamado Westeros, uma massa de terra do tamanho da América do Sul.  Westeros está à mercê de estações erráticas de duração imprevisível que podem durar por muitos anos. No começo do livro A Game of Thrones, o continente tem desfrutado de um verão de uma década de duração e muitos temem que um inverno igualmente longo e duro o seguirá. No início da saga, Westeros está unida sob o governo de um rei, com cada uma das nove aéreas controladas por uma grande Casa. Martin aqui se inspirou na história da Europa medieval, particularmente na Guerra dos Cem Anos, nas Cruzadas e na Guerra das Rosas.

### História de Westeros
Inicialmente, Westeros era conectado com Essos por uma ponte natural de terra chamada Braço de Dorne, porém, durante a invasão dos Primeiros Homens, os Filhos da Floresta usaram magia para separar os continentes num grande terremoto, que resultou na formação do arquipélago Passopedra, também chamado de Degraus.
- Era da Aurora (Pré-história – 10.500 AC[a]): Criaturas chamadas Filhos da Floresta habitavam Westeros desde tempos remotos, equivalente a Idade da Pedra. Essas criaturas esculpiam rostos em represeiros e foram testemunhas da chegada dos Primeiros Homens de Essos. Após conflitos por territórios, todos eles firmaram um pacto e os humanos adotaram práticas dos Filhos, como o culto aos Deuses Antigos. Com o Pacto, iniciou-se a Era dos Heróis.[5]
- Era dos Heróis (10.000 – 7.000 AC): Período repleto de mitos e lendas que moldaram a cultura e história de Westeros, caracterizado pela presença de figuras heróicas.
  - Longa Noite (8.000 AC): Criaturas sobrenaturais chamadas de Outros ameaçaram a humanidade, ressuscitando mortos como zumbis.[6] Juntos, os Primeiros Homens e os Filhos da Floresta lutaram contra eles, descobrindo que o Vidro de Dragão (obsidiana) era sua única fraqueza. Um herói conhecido como Azor Ahai surgiu, forjando uma espada mágica que derrotou os Outros.[7] Após a guerra, para prevenir novas invasões, Brandon o Construtor, ergueu a Muralha e fundou a Patrulha da Noite. Uma profecia surgiu sugerindo que os Outros retornariam um dia, assim como Azor Ahai, reforçando a importância do culto ao deus R'hllor.
- A Invasão Ândala (5.700 – 4.000 AC): O continente de Westeros foi alcançado pelos ândalos, um orgulhoso povo guerreiro, que trouxeram consigo a noção do aço, o sistema feudal e a adoração aos Sete Deuses. Os Ândalos varreram todos os reinos dos Primeiros Homens, de Dorne ao Gargalo, mas nunca conseguiram ir além do quase inexpugnável Fosso Cailin, uma fortaleza mantida pelos homens do Norte, liderados pela Casa Stark. Os Starks de Winterfell, de fato, conseguiram se estabelecer como governantes do Norte e conseguiram repelir as grandes invasões vindas do Sul com apenas alguns homens, conseguindo assim subjugar todas as outras famílias nobres do Norte. Os últimos a se curvarem aos Starks foram os Boltons do Forte do Pavor, que, no entanto, sempre mantiveram uma forte hostilidade em relação aos Starks.[8]
- Expansões em Westeros (? – 60 AC): Diferentes casas nobres surgem, se rebelam e moldam o cenário político em Westeros antes da conquista de Aegon. 
  - Conflito entre a Casa Bolton e Stark (400 AC): A Casa Bolton se rebela contra a Casa Stark, mas é subjugada novamente. O filho mais jovem do Rei do Norte, Karlon Stark, recebe terras confiscadas dos Boltons, fundando uma ramificação da Casa Stark. O que era "Karl's Hold" passa a ser conhecido como "Karhold", e os "Karl's Hold Starks" se tornam "Casa Karstark".
  - Dominação pelos Reis da Tempestade (360 AC): Os homens das Terras da Tempestade invadem e conquistam as Terras Fluviais sob o comando dos "Reis das Tempestade" da Casa Durrandon, reduzindo o número de reinos para sete: Norte, Vale, Ilhas e Rios, Rochedo, Campina, Reino da Tempestade e o Principado de Dorne.
  - Chegada dos Targaryen (100 AC): Os Targaryen se instalam na ilha de Pedra do Dragão, que cem anos antes, foi estabelecida como entreposto de comércio valiriano. Eles vieram da poderosa cidade de Valíria.
  - Construção de Harrenhal (60 AC): As Ilhas de Ferro entram em sua segunda era de expansão, conquistando as Terras Fluviais das Terras da Tempestade. A invasão é liderada pelo rei Harwyn da Casa Hoare, que ordenou a construção do castelo imponente Harrenhal. Os habitantes locais são forçados a trabalhar na construção, criando a fortaleza com pedras e madeira doa represeiros sagrados.
- Guerras da Conquista (1 AC – 2 DC): Trezentos anos antes dos eventos dos livros, Aegon Targaryen, junto com suas irmãs Rhaenys e Visenya, iniciaram as Guerras de Conquista com o apoio de seus três dragões: Balerion, Meraxes e Vhagar. Após desembarcar no que é hoje Porto Real, Aegon conquistou as Terras Fluviais, queimando o rei Harren e seu castelo Harrenhal e nomeou Edmyn Tully como o Lorde Protetor da região. Na Batalha do Campo de Fogo, Aegon e suas irmãs-esposas derrotaram os reis Loren Lannister e Mern Gardener, resultando na submissão deles e na elevação da Casa Tyrell. Orys Baratheon, suposto irmão bastardo de Aegon, conquistou as Terras da Tempestade ao derrotar Argillac. Os Arryns do Vale se submeteram, enquanto o rei Torrhen Stark do Norte, após hesitar diante dos dragões, também se rendeu. Ao final da conquista, apenas Dorne permaneceu independente. Os Targaryen forjaram o Trono de Ferro das espadas daqueles a quem derrotaram, fundidas em fogo de dragão, estabelecendo Porto Real como sua capital e continuaram tendo o poder no continente até ocorrer a Rebelião de Robert Baratheon.[9]

| Eventos da Dinastia Targaryen (1 AC – 281 DC) |
| --- |
| \| Durante seu reinado, os Targaryen enfrentaram alguns conflitos, períodos de estabilidade e prosperidade, tais como:[10] - Revolta da Fé Militante (37 – 48 DC): Os sucessores de Aegon I, o rei Aenys I e o rei Maegor I (filhos de Aegon com Rhaenys e Visenya, respectivamente), tiveram que lidar com a Revolta (ou Levante) da Fé Militante, que não aceitava o governo de crianças nascidas de incesto. Entre os Targaryen, de fato, havia a prática da poligamia e do incesto: os casamentos eram quase sempre entre irmão e irmã, entre primos de primeiro grau ou entre tios e sobrinhas. A paz retornou somente com o reinado do rei Jaehaerys I, que por esse motivo ficaria conhecido como o Conciliador.[11] - O Apogeu da Casa Targaryen (48 – 129 DC): O reinado do rei Jaehaerys I é lembrado como o período mais próspero da história da monarquia Targaryen, pois ele trouxe paz, justiça e estabilidade aos Sete Reinos. De acordo com os arquimeistres, a população de Westeros ao norte de Dorne dobrou durante o reinado de Jaehaerys, com a população de King’s Landing se tornando quatro vezes maior.[12] Perto de seu fim, o rei convocou o Grande Conselho de 101 para resolver a disputa sobre a sucessão de seu trono. O conselho ocorreu em Harrenhal e reuniu representantes das principais casas do reino. Na época, havia duas reivindicações mais relevantes ao trono: Viserys Targaryen e sua prima Rhaenys Targaryen, ambos netos do rei. O conselho decidiu a favor de Viserys.[13] Com a morte do Conciliador, o rei Viserys I governa por quase três décadas de paz e prosperidade para a dinastia Targaryen e Westeros (exceto por conflitos ocasionais com piratas nos Degraus). - Dança dos Dragões (129 – 131 DC): A primeira grande crise da Casa Targaryen, com a luta fatídica entre Rhaenyra (filha mais velha do agora falecido rei Viserys I e sua herdeira designada) e seu meio-irmão mais velho, Aegon II. Aegon II foi apoiado pela casa de sua mãe Alicent, os Hightowers, e por todos aqueles que seguiam o costume ândalo em relação à sucessão masculina e não feminina. Esta guerra de sucessão ficou conhecida como a "Dança dos Dragões" e terminou com a ascensão do rei Aegon II, que fez com que sua meia-irmã fosse morta por seu dragão pessoal. Devido as consequências da guerra, o rei também acumulou inimigos, que resultou em seu envenenamento. Ele então foi sucedido pelo rei Aegon III (chamado "Desgraça dos Dragões"), um dos filhos sobreviventes de Rhaenyra. Durante o reinado do rei Aegon III, o último dragão Targaryen morre.[14][15] - A Conquista de Dorne (157 – 184): Daeron I Targaryen, de quatorze anos, chamado de Jovem Dragão, ascendeu ao trono. O rei Daeron reinou por quatro anos e foi lembrado por sua campanha contra Dorne. O Jovem Rei conseguiu tomar o controle da região por um curto período, mas morreu tentando esmagar uma revolta, perdendo mais uma vez a soberania sobre o Principado de Dorne.[16] Anos mais tarde, o rei Daeron II Targaryen, conhecido como Daeron, o Bom, anexou Dorne pacificamente ao reino, unindo assim sob a Coroa todas as terras de Westeros ao sul da Muralha.[17] - As Rebeliões Blackfyre (195 – 257): As Rebeliões Blackfyre foram uma série de conflitos dinásticos em Westeros, iniciadas em 195 DC, quando Daemon Blackfyre desafiou seu irmão, o rei Daeron II, pelo Trono de Ferro. A primeira rebelião resultou na morte de Daemon e seus filhos na Batalha do Campo do Capim Vermelho, enquanto Açamargo, um dos filhos sobreviventes, fugiu e fundou a Companhia Dourada. Novas tentativas de revolta ocorreram nas décadas seguintes, incluindo a segunda rebelião em 212 DC, que foi rapidamente sufocada, e a terceira em 219 DC, que teve um desfecho trágico com a traição de Haegon Blackfyre. A quarta rebelião em 236 DC, também falhou, culminando na morte de Daemon III Blackfyre. A última tentativa, entre 256 e 257 DC, conhecida como a Guerra dos Reis de Nove Moedas, foi liderada por Maelys Blackfyre, que foi derrotado por Sor Barristan Selmy. Após esses conflitos, a linhagem masculina da Casa Blackfyre foi praticamente extinta, encerrando um período de instabilidade e reivindicações ao trono.[18] - O Rei Louco e a Crise na Dinastia (259 – 282): O rei Aerys II, conhecido como o Rei Louco, cometeu atos cruéis que provocaram o descontentamento de sua Mão, o Lorde Tywin Lannister, como mandar cortar a língua de Sor Ilyn Payne e rejeitar a proposta de casamento entre o príncipe Rhaegar e Cersei. Após escolher Sor Jaime para sua Guarda Real, Tywin renunciou ao cargo de Mão do Rei e voltou a Rochedo Casterly. As repetidas afrontas de Aerys a Tywin contribuíram para o início dos infortúnios da dinastia Targaryen e a subsequente guerra. A Casa Targaryen enfrentou sua terceira e última crise, culminando na Rebelião de Robert Baratheon, também chamada de Guerra do Usurpador. O conflito começou com o sequestro de Lyanna Stark, prometida a Robert, pelo príncipe Rhaegar Targaryen. Após isso, o rei Aerys II ordenou o massacre de lorde Rickard Stark, seu filho Brandon, e outros nobres, quando estes viveram exigir que trouxessem Lyanna de volta.[19] - Rebelião de Robert e queda dos Targaryen (282 DC): As ações do rei Aerys II levaram à revolta de Robert Baratheon, noivo de Lyanna Stark, apoiado por Jon Arryn, Eddard Stark e Hoster Tully. Apenas as casas Martell e Tyrell permaneceram leais à Coroa, enquanto os Lannister aguardavam o resultado da guerra e os Greyjoy se retiraram da Rebelião. Robert, reunindo tropas em Ponta Tempestade, derrotou rapidamente os exércitos leais ao rei em Solarestival. Eddard, buscando vingar a morte de sua família, uniu-se a Robert com a ajuda de alianças matrimoniais com a Casa Tully. A Rebelião terminou com a Batalha do Tridente, onde os exércitos de Robert, Eddard, Hoster e Jon enfrentaram os Targaryen e Martell. O príncipe herdeiro Rhaegar foi morto por Robert. Após a derrota dos Targaryen, Aerys enviou sua família para Pedra do Dragão, onde lá, nasceu Daenerys Targaryen. Temendo a traição de Tywin, Aerys II decidiu dar ordens de queimar a capital e foi morto por Jaime Lannister. Tywin, buscando se alinhar com o vencedor, saqueou Porto Real e sua filha Cersei foi casada com Robert, que se tornou o novo rei.[20] \| |
| Durante seu reinado, os Targaryen enfrentaram alguns conflitos, períodos de estabilidade e prosperidade, tais como: - Revolta da Fé Militante (37 – 48 DC): Os sucessores de Aegon I, o rei Aenys I e o rei Maegor I (filhos de Aegon com Rhaenys e Visenya, respectivamente), tiveram que lidar com a Revolta (ou Levante) da Fé Militante, que não aceitava o governo de crianças nascidas de incesto. Entre os Targaryen, de fato, havia a prática da poligamia e do incesto: os casamentos eram quase sempre entre irmão e irmã, entre primos de primeiro grau ou entre tios e sobrinhas. A paz retornou somente com o reinado do rei Jaehaerys I, que por esse motivo ficaria conhecido como o Conciliador. - O Apogeu da Casa Targaryen (48 – 129 DC): O reinado do rei Jaehaerys I é lembrado como o período mais próspero da história da monarquia Targaryen, pois ele trouxe paz, justiça e estabilidade aos Sete Reinos. De acordo com os arquimeistres, a população de Westeros ao norte de Dorne dobrou durante o reinado de Jaehaerys, com a população de King’s Landing se tornando quatro vezes maior. Perto de seu fim, o rei convocou o Grande Conselho de 101 para resolver a disputa sobre a sucessão de seu trono. O conselho ocorreu em Harrenhal e reuniu representantes das principais casas do reino. Na época, havia duas reivindicações mais relevantes ao trono: Viserys Targaryen e sua prima Rhaenys Targaryen, ambos netos do rei. O conselho decidiu a favor de Viserys. Com a morte do Conciliador, o rei Viserys I governa por quase três décadas de paz e prosperidade para a dinastia Targaryen e Westeros (exceto por conflitos ocasionais com piratas nos Degraus). - Dança dos Dragões (129 – 131 DC): A primeira grande crise da Casa Targaryen, com a luta fatídica entre Rhaenyra (filha mais velha do agora falecido rei Viserys I e sua herdeira designada) e seu meio-irmão mais velho, Aegon II. Aegon II foi apoiado pela casa de sua mãe Alicent, os Hightowers, e por todos aqueles que seguiam o costume ândalo em relação à sucessão masculina e não feminina. Esta guerra de sucessão ficou conhecida como a "Dança dos Dragões" e terminou com a ascensão do rei Aegon II, que fez com que sua meia-irmã fosse morta por seu dragão pessoal. Devido as consequências da guerra, o rei também acumulou inimigos, que resultou em seu envenenamento. Ele então foi sucedido pelo rei Aegon III (chamado "Desgraça dos Dragões"), um dos filhos sobreviventes de Rhaenyra. Durante o reinado do rei Aegon III, o último dragão Targaryen morre. - A Conquista de Dorne (157 – 184): Daeron I Targaryen, de quatorze anos, chamado de Jovem Dragão, ascendeu ao trono. O rei Daeron reinou por quatro anos e foi lembrado por sua campanha contra Dorne. O Jovem Rei conseguiu tomar o controle da região por um curto período, mas morreu tentando esmagar uma revolta, perdendo mais uma vez a soberania sobre o Principado de Dorne. Anos mais tarde, o rei Daeron II Targaryen, conhecido como Daeron, o Bom, anexou Dorne pacificamente ao reino, unindo assim sob a Coroa todas as terras de Westeros ao sul da Muralha. - As Rebeliões Blackfyre (195 – 257): As Rebeliões Blackfyre foram uma série de conflitos dinásticos em Westeros, iniciadas em 195 DC, quando Daemon Blackfyre desafiou seu irmão, o rei Daeron II, pelo Trono de Ferro. A primeira rebelião resultou na morte de Daemon e seus filhos na Batalha do Campo do Capim Vermelho, enquanto Açamargo, um dos filhos sobreviventes, fugiu e fundou a Companhia Dourada. Novas tentativas de revolta ocorreram nas décadas seguintes, incluindo a segunda rebelião em 212 DC, que foi rapidamente sufocada, e a terceira em 219 DC, que teve um desfecho trágico com a traição de Haegon Blackfyre. A quarta rebelião em 236 DC, também falhou, culminando na morte de Daemon III Blackfyre. A última tentativa, entre 256 e 257 DC, conhecida como a Guerra dos Reis de Nove Moedas, foi liderada por Maelys Blackfyre, que foi derrotado por Sor Barristan Selmy. Após esses conflitos, a linhagem masculina da Casa Blackfyre foi praticamente extinta, encerrando um período de instabilidade e reivindicações ao trono. - O Rei Louco e a Crise na Dinastia (259 – 282): O rei Aerys II, conhecido como o Rei Louco, cometeu atos cruéis que provocaram o descontentamento de sua Mão, o Lorde Tywin Lannister, como mandar cortar a língua de Sor Ilyn Payne e rejeitar a proposta de casamento entre o príncipe Rhaegar e Cersei. Após escolher Sor Jaime para sua Guarda Real, Tywin renunciou ao cargo de Mão do Rei e voltou a Rochedo Casterly. As repetidas afrontas de Aerys a Tywin contribuíram para o início dos infortúnios da dinastia Targaryen e a subsequente guerra. A Casa Targaryen enfrentou sua terceira e última crise, culminando na Rebelião de Robert Baratheon, também chamada de Guerra do Usurpador. O conflito começou com o sequestro de Lyanna Stark, prometida a Robert, pelo príncipe Rhaegar Targaryen. Após isso, o rei Aerys II ordenou o massacre de lorde Rickard Stark, seu filho Brandon, e outros nobres, quando estes viveram exigir que trouxessem Lyanna de volta. - Rebelião de Robert e queda dos Targaryen (282 DC): As ações do rei Aerys II levaram à revolta de Robert Baratheon, noivo de Lyanna Stark, apoiado por Jon Arryn, Eddard Stark e Hoster Tully. Apenas as casas Martell e Tyrell permaneceram leais à Coroa, enquanto os Lannister aguardavam o resultado da guerra e os Greyjoy se retiraram da Rebelião. Robert, reunindo tropas em Ponta Tempestade, derrotou rapidamente os exércitos leais ao rei em Solarestival. Eddard, buscando vingar a morte de sua família, uniu-se a Robert com a ajuda de alianças matrimoniais com a Casa Tully. A Rebelião terminou com a Batalha do Tridente, onde os exércitos de Robert, Eddard, Hoster e Jon enfrentaram os Targaryen e Martell. O príncipe herdeiro Rhaegar foi morto por Robert. Após a derrota dos Targaryen, Aerys enviou sua família para Pedra do Dragão, onde lá, nasceu Daenerys Targaryen. Temendo a traição de Tywin, Aerys II decidiu dar ordens de queimar a capital e foi morto por Jaime Lannister. Tywin, buscando se alinhar com o vencedor, saqueou Porto Real e sua filha Cersei foi casada com Robert, que se tornou o novo rei.                                                   |

- A Rebelião Greyjoy (289 DC): Cinco anos após a ascensão de Robert Baratheon, Lorde Balon Greyjoy se rebelou, declarando as Ilhas de Ferro independentes. O conflito começou com a queima da Frota do Leão, realizada pelos irmãos de Balon, Euron e Victarion, seguida por ataques nas costas de Westeros. A luta se intensificou na Batalha de Fair Isle, onde a frota real, liderada por Stannis Baratheon, destruiu a Frota de Ferro. Robert e Eddard cercaram a ilha de Pyke, onde Balon se rendeu após a morte de seu filho Maron. Robert poupou Balon, mas exigiu que entregasse seu filho Theon como refém, que Eddard levou para Winterfell como pajem.[21]
- A Guerra dos Cinco Reis (298 – 300 DC) : Primeiro conflito narrado na saga A Song of Ice and Fire, desde A Game of Thrones (1996) até A Dance with Dragons (2011). Até o momento, com exceção dos Arryns do Vale, todas as grandes Casas dos Sete Reinos estiveram envolvidas. A guerra se intensificou precisamente após a morte do rei Robert, onde Stannis e Renly Baratheon (irmãos mais velho e mais novo de Robert, respectivamente), entram em disputa pelo Trono de Ferro ao se declararem reis, alegando a bastardia do novo rei, Joffrey Baratheon. Joffrey, por sua vez, assassinou o Lorde Eddard Stark por defender as alegações, fazendo o filho dele, Robb Stark, entrar em guerra e declarar-se rei do Norte. Aproveitando a instabilidade, Balon Greyjoy declara-se também rei das Ilhas de Ferro e é apoiado pelos homens do ferro.[22]

Nota:
1. ↑  AC é a abreviação de “Antes da Conquista”. No universo de Gelo e Fogo, para muitos arquimeistres, a divisão dos anos ocorrem antes (AC) e depois (DC) das batalhas travadas na Guerra da Conquista, conflito iniciado por Aegon I e suas duas irmãs-esposas Visenya e Rhaenys para dominar os Sete Reinos.

### O Norte
O Norte (en: The North) consiste na metade norte dos Sete Reinos  e é governado pela Casa Stark desde Winterfell. Ele é quase tão grande quanto os outros seis reinos combinados, mas de povoamento esparso. R. R. Martin compara o Norte à Escócia. Ele é frio e neves moderadas são comuns independentemente de estações, enquanto o inverno é descrito como duro. A fronteira norte da região é o Novo Presente, um trecho de terra de 50 léguas de largura de posse da Patrulha da Noite. Um istmo de pântanos, conhecido como "O Gargalo" (ou "Pescoço"; en: The Neck), separa o norte do sul. Ele é a casa de pequenos homens de crannógs, governados pela Casa Reed de Atalaia da Água Cinzenta (en: Greywater Watch), vassalos dos Stark. A estreiteza do Pescoço e o terreno difícil junto com o quase impenetrável Moat Cailin fazem dele uma fronteira natural para o Norte, protegendo-o de uma invasão. A cidade de Porto Branco (en: White Harbor) é descrita como um porto próspero. As crianças ilegítimas nascidas de um parente nobre recebem o sobrenome "Snow". 

#### Winterfell
Winterfell é o nome do ancestral castelo da Casa Stark. Ele é construído sobre uma fonte termal natural e a água escaldante corre sob as paredes, aposentos e muros do castelo, aquecendo-os. Existem várias piscinas abertas onde a água aquecida se acumula dentro dos bosques em volta. A fonte termal também impede que o chão congele seja no verão ou no inverno. O castelo tem catacumbas profundas onde os corpos dos Starks são sepultados atrás de estátuas à sua semelhança, com um lobo-gigante aos seus pés e suas espadas em suas mãos. As tumbas remontam aos tempos dos antigos Reis do Norte, chamados de Reis do Inverno, que governaram antes de Aegon o Conquistador e da chegada dos Ândalos antes dele. A série de televisão Game of Thrones já usou diversos cenários para retratar Winterfell e seus arredores: o Castelo Ward, a Floresta de Tollymore e a vila de Carncastle na Irlanda do Norte e o Castelo de Doune na Escócia, são algumas das locações usadas para cenas externas. Segundo a cenógrafa Gemma Jackson, "Winterfell é baseado num castelo escocês".

#### A Muralha

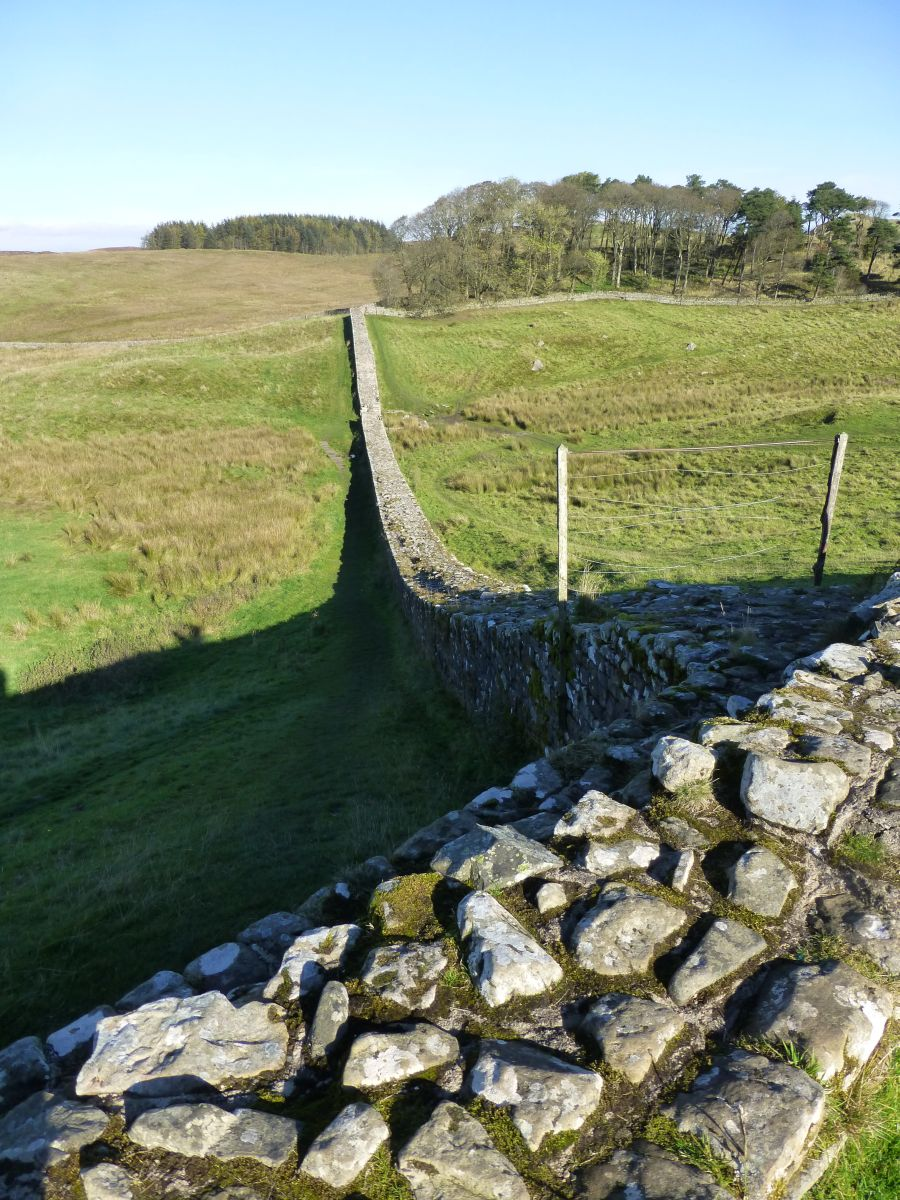
As Muralhas de Adriano, na qual a Muralha do Norte foi inspirada.

A Muralha (en: The Wall) é uma grande estrutura de pedra, gelo e mágica na fronteira norte dos Sete Reinos. Ela é a casa da Patrulha da Noite, uma irmandade jurada para proteger os reinos das ameaças além da Muralha. Ela foi inspirada pela visita de Martin às Muralhas de Adriano, no norte da Inglaterra próximo à fronteira da Escócia. Olhando sobre as colinas, Martin imaginou o que um centurião romano vindo do Mediterrâneo sentiria, sem saber que ameaças poderiam vir do norte. Esta experiência foi tão profunda que uma década depois, em 1991, ele quis "escrever uma história sobre pessoas guardando o fim do mundo". Ele ajustou o comprimento, a altura e a natureza mágica da Muralha para a exigências do gênero da ficção. Ela tem, de maneira geral, 210 m de altura e se estende por 480 km, chegando a uma altura de 280 m em determinados pontos construídos sobre rocha maciça. Seu topo é largo o suficiente para doze cavaleiros marcharem lado a lado sobre seus cavalos (cerca de 10 m) enquanto a base é tão espessa que os portões da Muralha se parecem mais como túneis através da neve.
Diz a lenda da ficção que os Primeiros Homens, mais especificamente Brandon o Construtor, com a possível ajuda das Crianças da Floresta e até de gigantes, construíram a Muralha cerca de oito mil anos antes dos eventos da série. Desde então, ela vem sido mantida pela Patrulha da Noite para proteger os reinos das ameaças além dela, no início Os Outros e, mais tarde, os Selvagens. Uma faixa de terra, chamada de "O Presente" (en: The Gift), com 50 léguas de largura a partir da Muralha, lhes foi dada perpetuamente há milhares de anos para fins de agricultura. No primeiro livro da saga, A Game of Thrones, dos dezenove castelos ao longo da extensão da Muralha apenas três estão habitados; Castle Black com 600 homens, Shadow Tower e Eastwatch-by-the-Sea com 200 cada; partes de Castle Black estão em ruínas.
O Castelo Negro (en: Castle Black) e a Muralha da série de televisiva foram filmados na pedreira abandonada de Magheramorne, perto de Belfast, na Irlanda do Norte, com as cenas no topo dela feitas em estúdio. O cenário criado (interior e exterior) consiste de uma larga seção de Castle Black, incluindo o pátio, as gaiolas dos corvos, o refeitório, os alojamentos dos soldados; a base da pedreira é usada como a base da Muralha. O exterior de um castelo real e um elevador de carga foram construídos perto de um penhasco de 120 metros de altura, o restante da altura foi criada por efeitos digitais. Toda a área em volta do elevador foi pintada de branco para parecer gelo e neve. R. R. Martin disse: "A locação é espetacular, mas miserável. O lugar é úmido e chuvoso e a lama é espessa, o que realmente coloca os atores no espírito de estarem no fim do mundo em meio a todo esse frio e umidade".

#### Além da Muralha

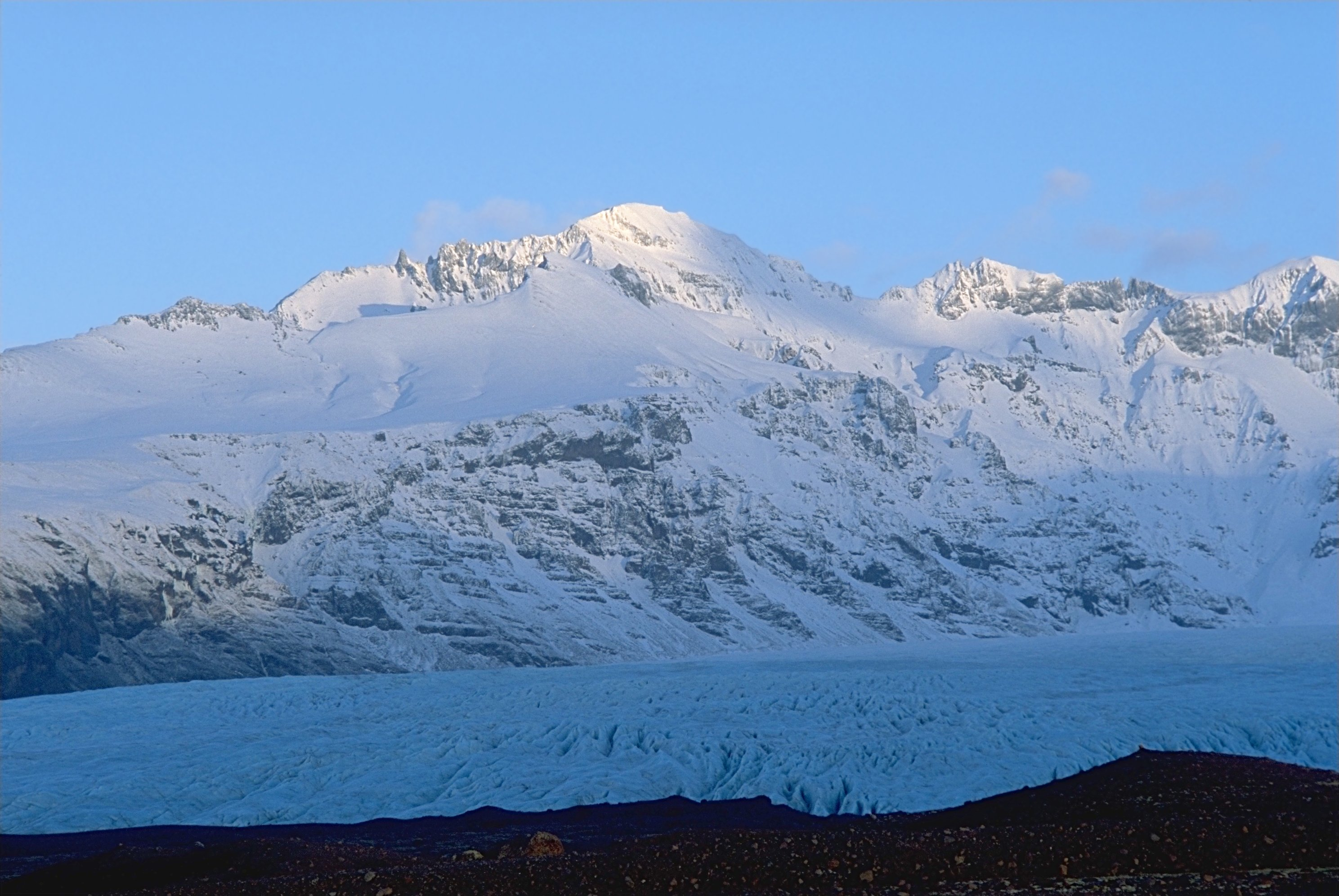
A geleira Vatnajökull na Islândia, representou as Terras Além da Muralha na segunda temporada de Game of Thrones.

O segundo livro da saga, A Clash of Kings, leva a história para as terras Além da Muralha (en: Beyond the Wall), apesar dos cinco primeiros livros não realmente explorarem o que existe lá. A série Game of Thrones usou a Islândia como cenário para as filmagens. Martin, que nunca tinha estado no país, disse que "Além da Muralha é consideravelmente maior que a Islândia e a área mais próxima à Muralha é densamente arborizada, então neste sentido ela é mais como a Baía Hudson, no Canadá ou como as florestas canadenses ao norte do estado de Michigan; e então, à medida que você vai rumando para o norte, a paisagem muda; começam a aparecer tundra e campos de gelo e ela se torna mais como um ambiente ártico. Você tem planícies de um lado e uma cadeia muito alta de montanhas do outro. Claro, já que isso é uma fantasia, minhas montanhas são mais como o Himalaia". O Vale dos Thenn é uma localidade além da muralha e ao norte dela estão as Terras de Sempre Inverno (ou Terras do Inverno Perpétuo, en: Lands of Always Winter) de onde vem Os Outros.

### Ilhas de Ferro

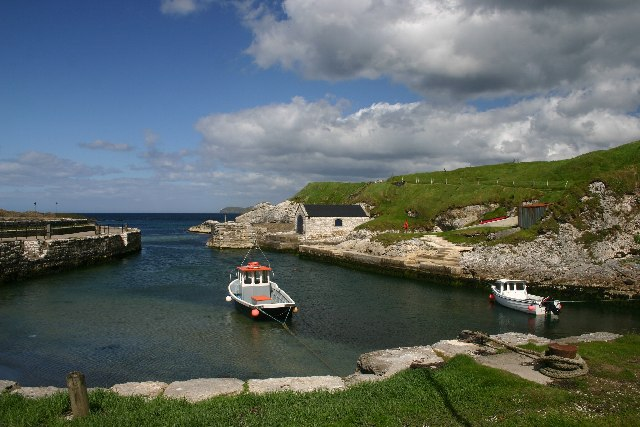
O pequeno porto de Ballintoy é o porto de Lordsport, em Pyke, na série de televisão.

As Ilhas de Ferro são um grupo de sete ilhas no oeste de Westeros: Pyke, Grande Wyk, Velha Wyk, Harlaw, Saltcliffe, Blacktyde e Orkmont – que se estendem pela Baía do Homem de Ferro ao largo da costa oeste do continente. Governadas pela Casa Greyjoy de Pyke, as ilhas são nuas e estéreis e o tempo local ventoso, frio e úmido, sempre batido pelo vento. Os membros desta nação marítima são conhecidos no resto de Westeros como Homens de Ferro e como Nascidos no Ferro por eles mesmos. Crianças ilegítimas nascidas nelas recebem o sobrenome Pyke. Por suas incursões ferozes, os Homens de Ferro são intitulados como "Terror dos Mares". Eles adoram o Deus Afogado, que os havia feito "para pilhar e estuprar, esculpir reinos e escrever seus nomes em fogo, sangue e canção". O apêndice de A Game of Thrones mostra que os Homens de Ferro um dia governaram as Terras Fluviais e grande parte da costa ocidental de Westeros. Quando Aegon o Conquistador extinguiu a linha de Black Harren, ele escolheu a Casa Greyjoy como os novos mandatários das Ilhas de Ferro.

#### Pyke
Pyke é a base da Casa Greyjoy e o Castelo de Pyke foi construído no fim de uma península rochosa na ilha. O mar desgastou grande parte da rocha em que Pyke originalmente foi formada; o castelo agora consiste principalmente de uma fortaleza principal na ilha principal e torres menores empoleiradas em rochas ao redor, ligadas por arcos de pedra entre os espaços menores entre eles e pontes de corda entre os maiores. Lordsport é a vila no fim da ilha, encimada pelo castelo da casa Greyjoy. Durante a rebelião dos Greyjoy, Robert Baratheon arrasou Lordsport e o baluarte de Botley, e Pyke foi cercada e conquistada por suas forças. Nos anos seguintes, Pyke foi reconstruída, com exceção do Septo (o equivalente à igreja em Westeros) e Lorde Botley ergueu uma pequena fortaleza de pedra para substituir a antiga de madeira e sebe. Na série de televisão, Game of Thrones, o porto de Ballintoy, na Irlanda do Norte, serviu como cenário para o porto de Lordsport em Pyke.

#### Velha Wyk
Velha Wyk é a menor e mais sagrada das Ilhas de Ferro. É nela que os Kingsmoots – a escolha dos novos reis – é feita e foi nela que o Rei Cinza matou Nagga, a besta marinha, e fez um tribunal de seus ossos. Colinas com ventos permanentes e montes negros são a sua referência geográfica. Ela é governada por Lorde Dunstan Drumm, conhecido como Lorde de Old Wyk.

### Terras Fluviais

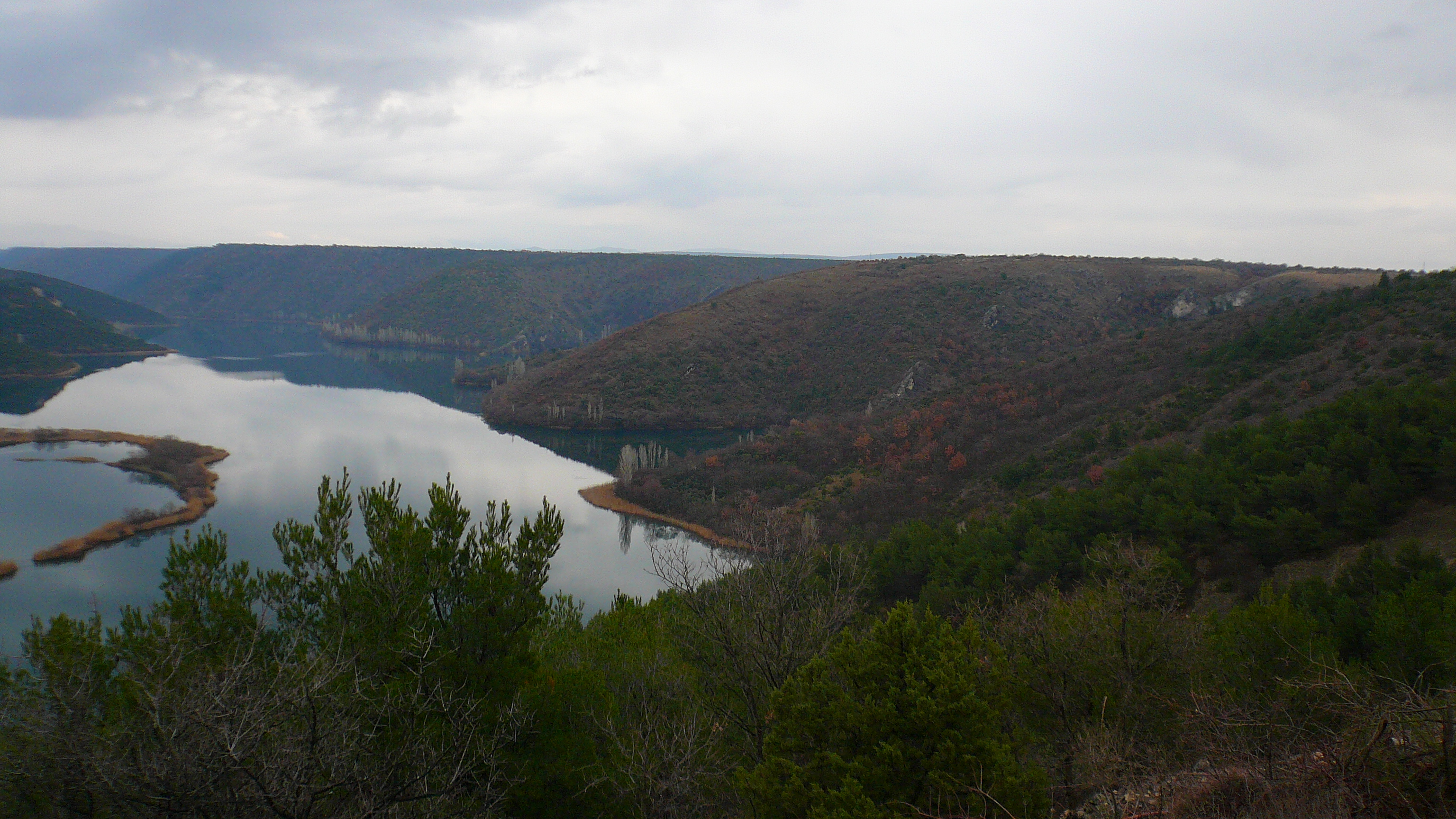
O Parque Nacional de Krka, na Croácia, foi usado para representar as diversas paisagens do Oeste em Game of Thrones.

As Terras Fluviais (en: Riverlands) são as áreas férteis e populosas em torno das confluências do rio Tridente em Westeros. Apesar de ser apenas uma das nove regiões de Westeros, sua localização central e suas características geográficas fizeram da região um campo de batalha inter reino que mudava de mãos constantemente ao invés de se tornar seu próprio "oitavo reino" dentro dos Sete Reinos. Localizado em posição central entre as Terras Ocidentais, o Norte, o Vale e as Terras da Coroa, e sem as defesas naturais como as outras regiões, tem sido palco constante de guerras. O primeiro governante a unir as Terras Fluviais foi Benedict Justman, mas a dinastia Justman acabou três séculos depois. Os Durrandons então conquistaram a área, mas depois perderam o controle para Harwyn "Mão Pesada" Hoare, Rei das Ilhas de Ferro. Na época da chegada de Aegon o Conquistador, as Terras Fluviais eram governadas pelo neto de Hoare, Harren o Negro, e os Tully eram nobres locais que se rebelaram contra ele e se uniram a Aegon. Seguindo o costume de Westeros de dar aos filhos bastardos nomes que mostrem sua origem, o sobrenome dos bastardos das Terras Fluviais é Rivers. 

#### Harrenhal
Harrenhal é um enorme castelo em ruínas e local de vários acontecimentos importantes da saga. Foi construído por Harren o Negro após sua conquista das Terras Fluviais, com a intenção de fazer dele a maior fortificação já erguida em Westeros. Ele é tão grande que necessita de um exército inteiro como sua guarnição. O Grande Salão tinha 35 lareiras e milhares de pessoas podiam sentar nele ao mesmo tempo. Pouco depois do fim de sua construção, Aegon o Conquistador tomou as Terras Fluviais, matou Harren, sua família e seus soldados, incendiando Harrenhal. Desde então, as ruínas tem sido usadas por várias Casas, todas elas eventualmente extintas; como resultado, o povo de Westeros acredita que o castelo é amaldiçoado. As dificuldades logísticas e econômicas de manutenção e de ocupação de uma fortaleza deste tamanho a transformaram num "elefante branco". No começo da Guerra dos Cinco Reis, o castelo está em ruínas com apenas uma pequena fração dele habitada, governado por Lady Shella Whent, a última de sua Casa, e de quem Harrenhal é arrebatada quando os Lannister atacam o castelo. Ele muda de mãos várias vezes durante a saga, com vários de seus conquistadores tendo um fim desagradável.

#### Correrrio
Correrrio (en: Riverrun) é a fortaleza ancestral da Casa Tully, lordes das Terras Fluviais desde a Conquista de Aegon. O castelo fica localizado num dos "garfos" do rio Tridente e controla o acesso ao interior de Westeros. Ele é bordeado de dois lados pelos rios Tumblestone e Red Fork; o terceiro lado fica de frente para uma enorme vala artificial, que é inundada para criar um fosso quando o castelo está sob cerco. Foi construído por Ser Axel Tully na terra que recebeu do rei ândalo Armistead Vance. O castelo é o local da grande vitória de Robb Stark sobre a Casa Lannister e de seu coroamento como Rei do Norte. Ao fim de A Feast for Crows, o quarto livro da série, Brynden Tully rende o castelo a Jaime Lannister para evitar maior derramamento de sangue. Riverrun então passa para as mãos de Emmon Frey, um aliado da Casa Lannister.

#### As Gêmeas
As Gêmeas (en: The Twins) são um conjunto de castelos altamente fortificados que guardam o movimento sobre o rio Tridente. Ele é a base da Casa Frey, que fez fortuna cobrando uma moeda de cada um que atravessou o rio ali pelos últimos seis séculos. Como os Frey são ricos e numerosos, eles são uma das mais poderosas casa juradas à Casa Tully. A posição estratégica do castelo dá aos Frey uma enorme importância em tempos de guerra. Quando Robb Stark vai às Gêmeas para reparar sua aliança com Walder Frey, eles massacram Robb e seus lordes e soldados do Norte, numa noite conhecida como o "Casamento Vermelho", contrário aos costumes ancestrais de hospitalidade de Westeros. Devido a isso, os Frey ganham a inimizade de quase todo o reino, especialmente das Terras Férteis e do Norte.

### O Vale de Arryn

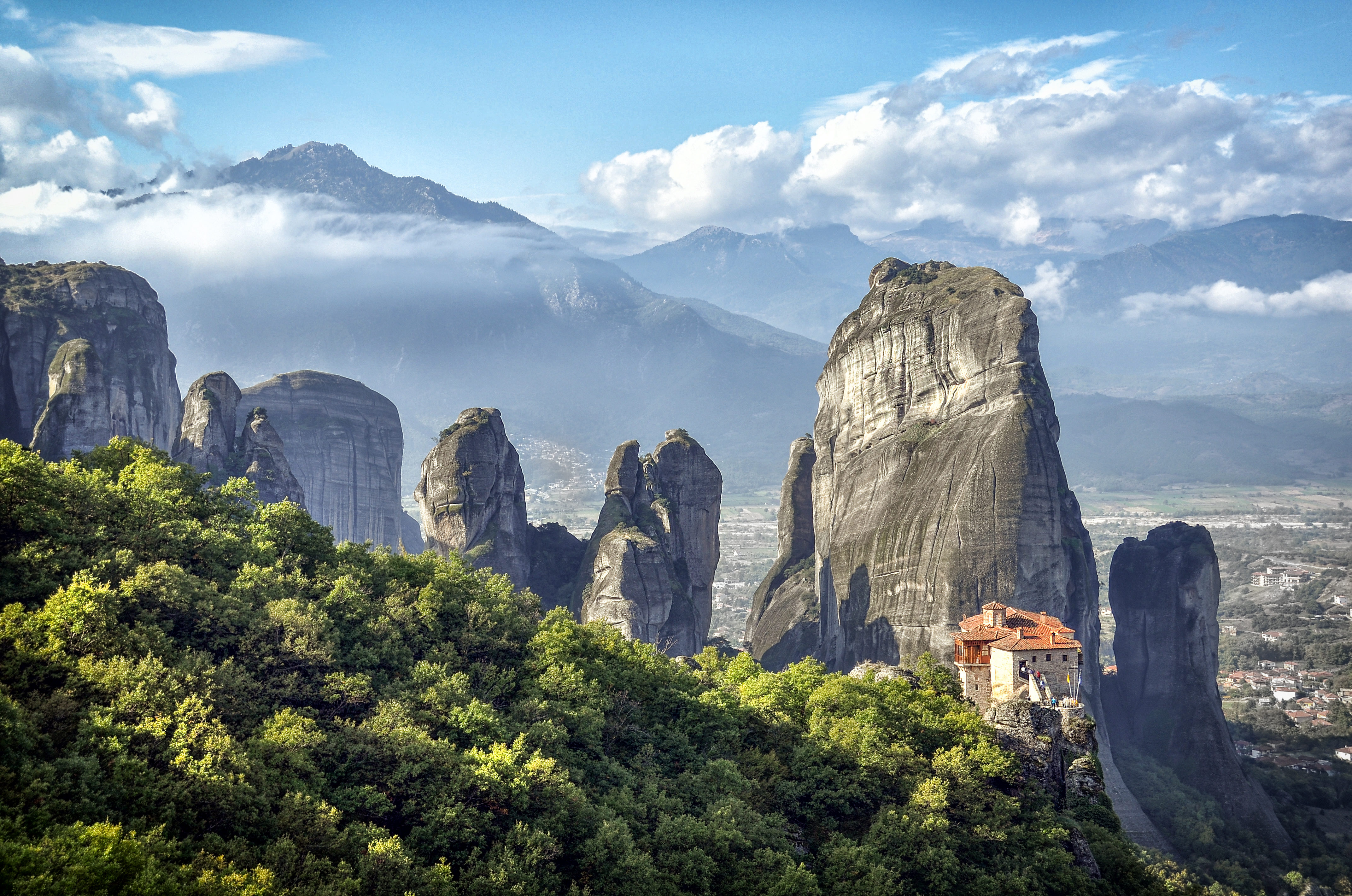
Os penhascos de Metéora, na Grécia, serviram de base para representar o Vale em Game of Thrones.

O Vale de Arryn (ou apenas O Vale; en: The Vale) é a área cercada quase completamente pelas Montanhas da Lua no leste de Westeros. Ele é governado pela Casa Arryn, uma das mais antigas linhagens da nobreza dos Ândalos e antigos reis da montanha e do vale. Sua base, o Ninho da Águia, é um castelo no alto da montanha, pequeno mas considerado inacessível. A unica maneira de ter acesso ao vale é através de uma estrada pelas montanhas, repleta de animais chamados "gatos da sombra", deslizamento de rochas e perigosos clãs de montanheses. A estrada termina na única entrada do vale, o Portão de Sangue, um par de torres de vigia gêmeas, conectadas por uma ponte coberta, na encosta da montanha e sobre um caminho muito estreito. A proteção das montanhas em volta dá ao Vale um clima temperado, prados férteis e bosques. O derretimento da neve das montanhas e uma cachoeira constante que nunca se congela, chamada Lágrimas de Alyssa, fornecem água abundante. O Vale possui um rico solo negro, rios largos em movimento lento e centenas de pequenos lagos. Crianças ilegítimas nascidas no Vale recebem o sobrenome Stone.

#### O Ninho da Águia

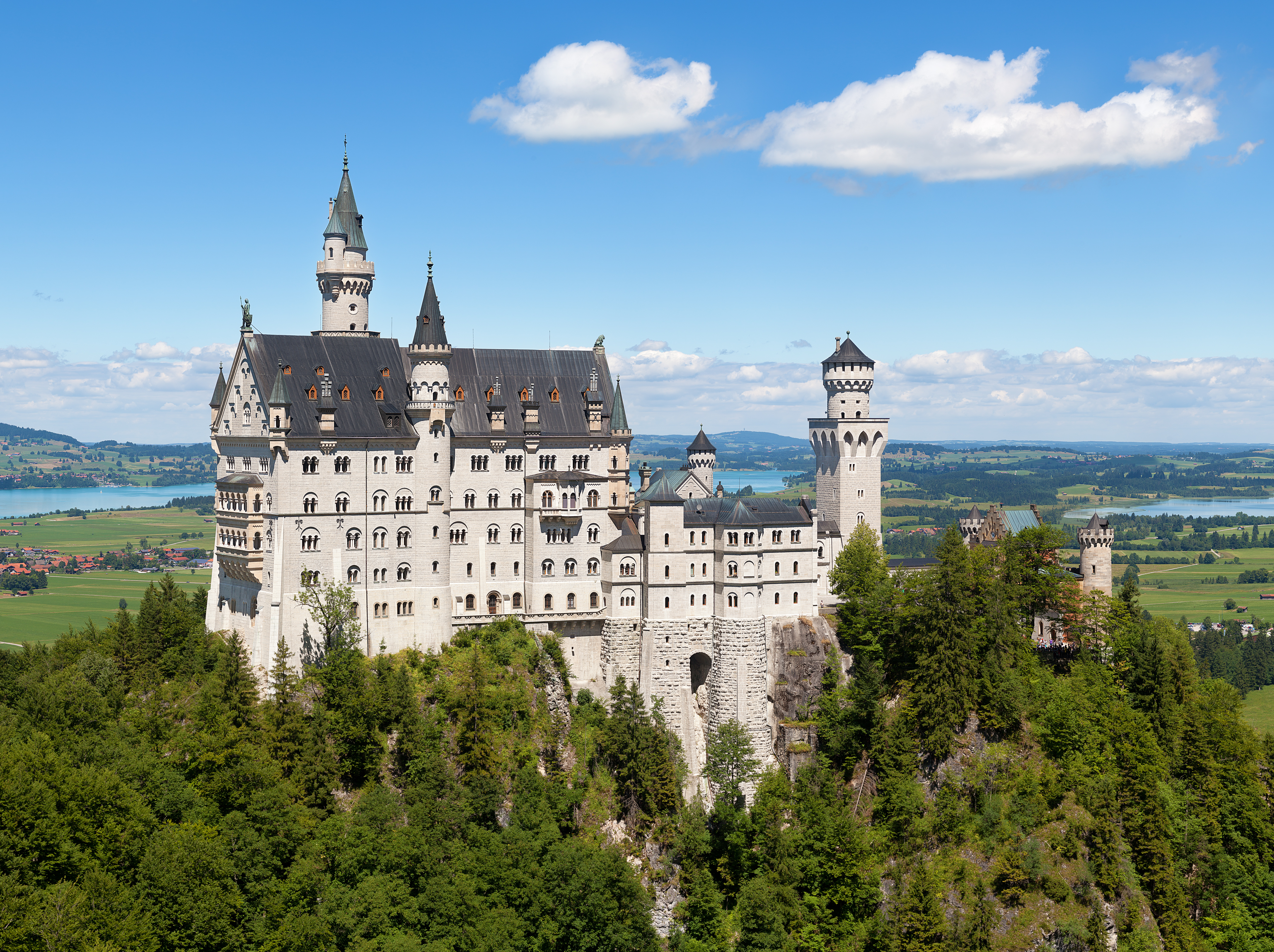
Segundo George R. R. Martin, o castelo alemão de Neuschwanstein, o inspirou a criar o Ninho da Águia.

Baseado no Castelo de Neuschwanstein, na Alemanha, o Ninho da Águia (en: The Eyrie) é a base da Casa Arryn. Ele foi construído sobre a Lança do Gigante (en: Giant's Lance), um pico alto e fino, acessível apenas por uma estreita trilha de mulas guardada pelos Portões da Lua (en: Gates of the Moon), três pequenos castelos, chamados de Pedra, Neve e Céu. Os viajantes precisam passar pelo Portão da Lua e sua muralha posterior antes de chegar ao caminho estreito que leva até a montanha. Os degraus da subida da Lança do Gigante começam logo após o Portão da Lua. O Ninho da Águia é agarrado ao topo de montanha e fica duzentos metros acima do último pequeno castelo do caminho, Céu. A última parte da subida até ele é algo como um cruzamento entre uma chaminé e uma escada de pedra, que leva até a entrada da adega do Ninho. Por causa do inverno pesado nas Montanhas da Lua, a viagem de ida ou volta do Ninho só é possível no verão.
O Ninho da Águia é o menor de todos os castelos da história, consistindo de sete torres finas agrupadas firmemente juntas. Não tem estábulos, canis ou ferrarias, mas as torres podem abrigar 500 homens e o celeiro pode sustentar uma pequena casa por um ano ou mais. O castelo, pela sua condição geográfica, não tem gado à mão. Todos os produtos lácteos, carnes, frutas, vegetais, etc., devem ser trazidos da Vale abaixo. Suas caves possuem seis grandes guinchos com longas correntes de ferro para suspender suprimentos e, ocasionalmente, convidados, com bois usados para levantá-los e abaixá-los; as neves do inverno podem tornar o abastecimento da fortaleza impossível. As masmorras, conhecidas como células do céu, são deixadas abertas para o céu de um lado e possuem um chão escorregadio que colocam os prisioneiros sempre em perigo de escorregarem ou rolarem para o abismo abaixo. As execuções no Ninho da Águia são feitas pela Porta da Lua, um buraco que se abre no salão principal para uma queda livre de 200 metros morro abaixo.
O castelo é construído de pedra pálida e primordialmente decorado com as cores azul e branca da casa Arryn. Detalhes elegantes produzem uma sensação de calor e conforto através de diversas lareiras, carpetes e tecidos luxuosos. Muitas de suas câmaras são descritas como quentes e confortáveis, com vistas magníficas das Montanhas da Lua, do Vale e da cachoeira. A Torre da Donzela é a mais oriental das sete finas torres, de maneira que todo o Vale pode ser visto a partir de suas janelas e varandas. Nela, os apartamentos da Senhora do Ninho da Águia tem um pequeno jardim de flores azuis rodeado de torres brancas contendo grama e estatuetas dispersas, com a estátua central de uma mulher chorando, que se acredita ser Alyssa Arryn, em torno de arbustos baixos e floridos. Os quartos dos lordes tem portas sólidas de carvalho e cortinas de veludo luxuosas que cobrem janelas de pequenos painéis de vidro romboidais. O Grande Salão tem um luxuoso tapete azul que leva aos tronos esculpidos de madeira de "árvore divina" de Lorde e Lady Arryn. O chão e as paredes são de mármore branco com nervuras em azul. A luz do dia entra por janelas de arco alto ao longo da parede oriental e há cerca de cinquenta suportes de ferro altos nas paredes onde as tochas podem ser acesas para iluminação noturna do ambiente.
O Ninho da Água era governado por Lorde Jon Arryn, que criou Ned Stark e Robert Baratheon quando crianças, antes da "Rebelião de Robert". Após a guerra, Jon serviu como Mão do Rei (um tipo de primeiro-ministro ou conselheiro real, a segunda posição mais importante do reino) do rei Robert. Quando Arryn foi assassinado, sua esposa, Lady Lysa Arryn, pegou seu filho doente, Robin, e refugiou-se no Ninho da Águia, recusando uma aliança com qualquer um dos postulantes ao trono durante a Guerra dos Cinco Reis, mas depois fingiu uma possível aliança com a Casa Lannister após se casar com Petyr Baelish, o "Mindinho". Mais tarde, "Mindinho" matou Lysa após ela tentar matar Sansa Stark. Em A Feast for Crows, quarto livro da série, Baelish é o governante do Ninho da Águia como Lorde Protetor e Regente do doente e epilético Lorde Robert Arryn, e planeja casar Sansa com Harold Harding, que se tornará herdeiro do Ninho e do Vale em caso de morte de Robert Arryn. 
Para as composições em CGI do Vale de Arryn na série de televisão Game of Thrones, como visto nas tomadas do Ninho da Águia e a paisagem das celas a céu aberto, a equipe de efeitos visuais usou imagens e texturas das enormes formações rochosas monolíticas de Meteora, na Grécia. Sobre o interior do castelo, a cenógrafa Gemma Jackson disse: "Muitos mosaicos do Ninho da Águia são baseados numa bonita capela que eu visitei em Roma". Como o interior do Grande Salão dos Arryn foi filmado num grande estúdio de som retangular nos estúdios de Pain Hall, na Irlanda do Norte, K. K. Martin reconhece haver uma diferença entre o salão do livro e da série em aparência: "Nos livros, o Grande Salão é longo e retangular; na série, como o estúdio é um enorme quadrado, eles escolheram criar uma sala redonda com uma escada em curva que leva ao trono dos Arryn num grande pedestal acima do chão".

### Terras Ocidentais
As Terras Ocidentais são as terras a oeste das Terras Fluviais e ao norte da Campina. São governadas pela Casa Lannister do Rochedo Casterly, antigos Reis do Rochedo. As pessoas desta região são frequentemente chamadas de "Homens do Oeste". Lannisport é a principal cidade da região e uma das grandes cidades e portos de Westeros. As Terras Ocidentais são ricas em metais preciosos, a maioria ouro, o que é a fonte de sua riqueza. Como todo costume em Westeros de dar aos filhos bastardos um nome que mostre suas origens, os filhos ilegítimos nascidos ali recebem o sobrenome de Hill.

#### Rochedo Casterly

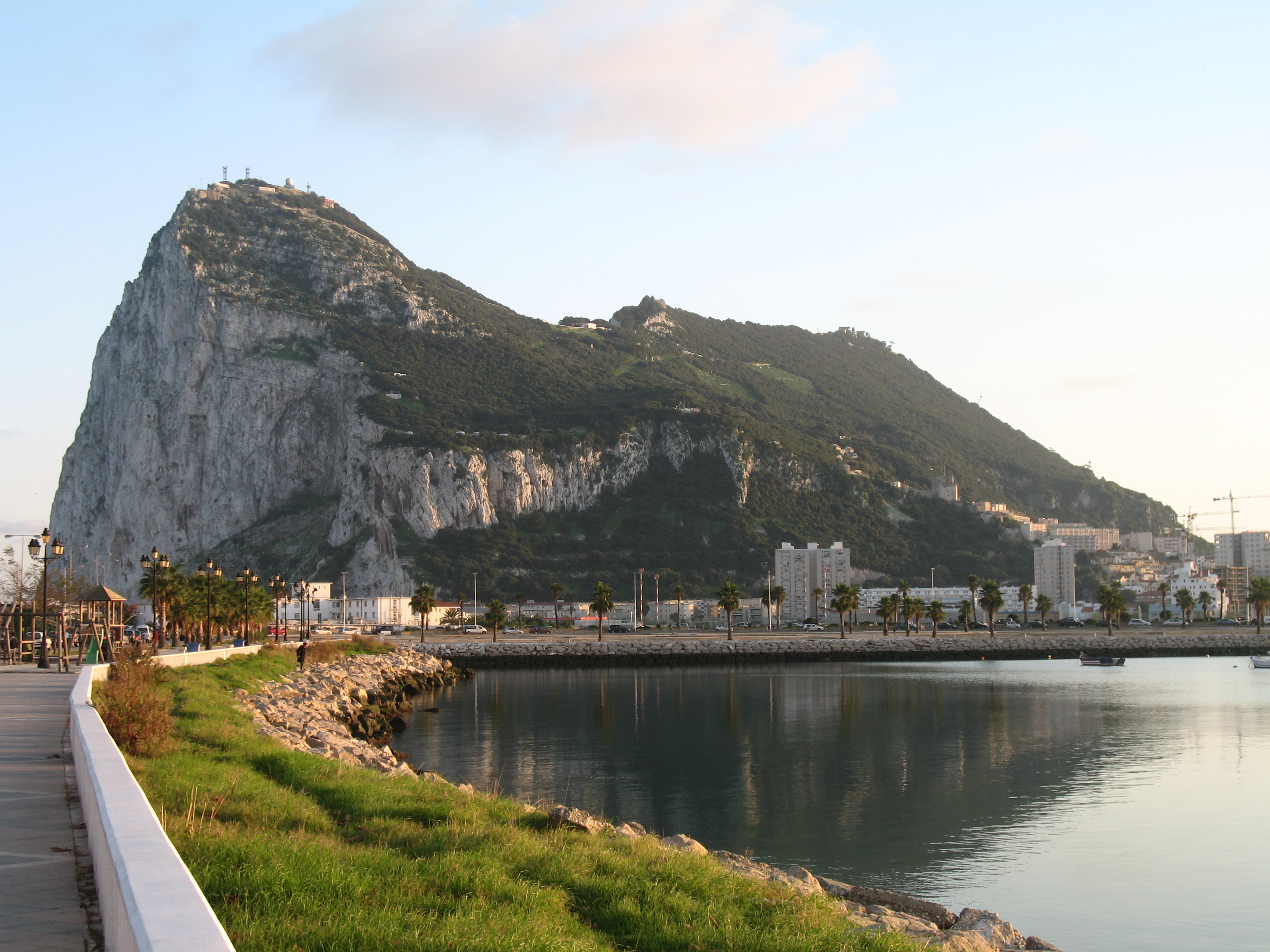
O Rochedo Casterly foi inspirado no Rochedo de Gibraltar.

O Rochedo Casterly (en: Casterly Rock) é um castelo esculpido no pico de uma montanha com vista para a cidade portuária de Lannisport e para o mar do Poente. Ele é a base ancestral da casa Lannister. De acordo com a lenda popular, o herói conhecido como Lann, o Inteligente, enganou os cidadãos de Casterly fazendo-os desistir do rochedo e o pegou para si próprio. O Rochedo é reconhecido como a região mais rica devido à abundância de recursos para mineração de ouro e é um dos mais sólidos castelos dos Sete Reinos. Ele nunca foi tomado numa batalha, apesar dos ataques dos homens das Ilhas de Ferro e os planos de Robb Stark durante a Guerra dos Cinco Reis. Ele foi governado por Tywin Lannister, o patriarca da Casa Lannister, mas após sua morte a Rainha Regente fez de uma de suas primas a castelã do castelo. A oeste, na linha costeira, está a cidade de Lannisport, um porto efervescente sob o controle dos Lannister. Lannisport prospera como uma cidade protegida e rica. Ela também é lar de muitos Lannisters de classes mais baixas e de outras famílias com sobrenomes semelhantes, como Lannys. George R. R. Martin disse que para criar o Rochedo Casterly, ele se inspirou no Rochedo de Gibraltar.

### A Campina
A Campina (The Reach) é a região mais exuberante e fértil de Westeros, governada pela Casa Tyrell de Jardim de Cima. A região é coberta por planícies agrícolas muito férteis. A riqueza e o poder da região vem das colheitas abundantes dos vinhos e alimentos mais procurados do reino. Nos tempos de guerra, a longa distância da Campina e a abundância de alimentos protegem seus habitantes da fome e da doença. A fronteira entre a Campina e Dorne é chamada de Marcas Dornesas (Dorne Marches), controlada pelas Terras da Tempestade (Stormlands). A Cidadela dos Mestres está localizada em Vilavilha (Oldtown), na costa sul. Os bastardos dessa região são chamados de "Flowers".

#### Jardim de Cima

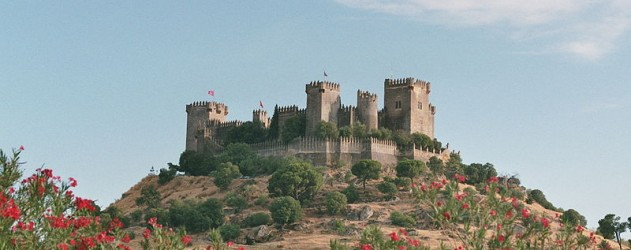
O Castelo de Almodóvar del Río em Córdoba, Espanha, representou Jardim de Cima em Game of Thrones.

Jardim de Cima (Highgarden) era a princípio o lar da Casa Gardener, os reis da Campina antes da conquista de Aegon. Após o último rei Gardener ser morto no Campo de Fogo, os Tyrell, que eram castelões do lugar, renderam Highgarden a Aegon e foram recompensados com o castelo e a posição de Senhores da Campina. Numa manobra política importante durante a Guerra dos Cinco Reis, eles forneceram à faminta população de Porto Real centenas de carroças de comida, garantindo a imagem positiva da Casa Tyrell em primeiro lugar e a aliança com a Casa Baratheon pelo Trono de Ferro como secundária. Entretanto, os Tyrell foram os primeiros responsáveis pela fome, como parte de seu plano de ajudar Renly Baratheon a usurpar o trono.

#### Vilavelha

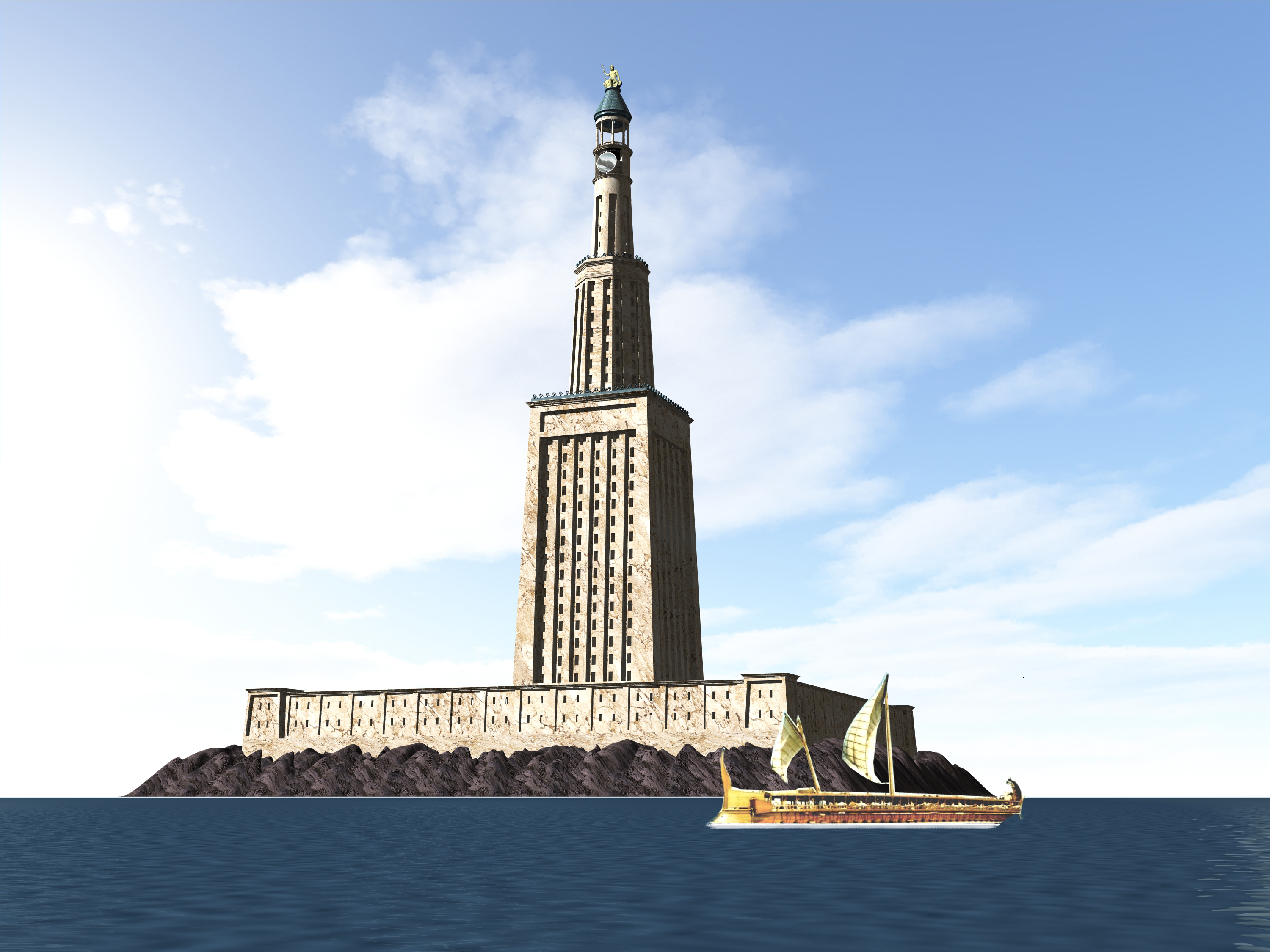
A Torralta de Vilavelha tem semelhanças com o Farol de Alexandria (imagens de reconstrução 3D)

Vilhavelha (Oldtown) é uma das maiores cidades de Westeros e a mais antiga de todas, construída pelos Primeiros Homens antes da invasão Ândala; ela sobreviveu à invasão recebendo os Ândalos ao invés de combatê-los. Ela é situada no sudoeste de Westeros, na foz do rio Vinhomel (Honeywine), que deságua na baía de Enseada dos Murmúrios (Whispering Sound) e para o Mar do Poente. Ela é principalmente conhecida pela Cidadela, a casa da ordem dos Mestres que servem como conselheiros, médicos, cientistas e chefes de correio para os Sete Reinos. O Septo Estrelado (Stary Sept) era a sede da Fé dos Sete até a construção do Grande Septo de Baelor em Porto Real. 
O reinado de Aegon o Conquistador é datado de sua entrada em Vilavelha e seu reconhecimento pelo Alto Septão. Vilavelha é o segundo porto mais importante dos Sete Reinos depois de Porto Real, pois navios mercantes das Ilhas do Verão, das Cidades Livres, das cidades do leste e do resto de Westeros constantemente enchem seus ancoradouros. A cidade em si é descrita como linda; muitos rios e canais cruzam suas ruas de paralelepípedos e mansões de pedra de tirar o fôlego são comuns. A cidade não tem a miséria de Porto Real, que usurpou sua posição como a mais proeminente cidade de Westeros.
A maior estrutura da cidade e a mais alta de Westeros é a Torralta (Hightower), uma maciça fortaleza em forma de torre que possui 240 metros de altura, e um grande farol em seu topo que pode ser visto a muitos quilômetros de distância no mar. A cidade é governada de Torralta pela Casa Hightower, reis originais por seu próprio direito, que depois juraram lealdade aos Gardener de Jardim de Cima e tornaram-se vassalos dos Tyrell após a Conquista. Os Hightowers são conhecidos por sua lealdade e firmeza; o atual governante da cidade é Lorde Leyton Hightower.
Vilavelha permaneceu distante da Guerra dos Cinco Reis em seu início, mas durante ela os homens das Ilhas de Ferro sob o comando de Euron Greyjoy lançaram um ataque maciço ao longo da costa, conquistando as Ilhas Shield e parte do Arbor antes de tentar bloquear a embocadura do Honeywine. Uma tentativa de atacar o porto foi repelida pelos defensores da cidade. A cidade continua sob ameaça dos Homens de Ferro.

### As Terras da Tempestade

A costa de Larrybane, na Irlanda do Norte, serviu de cenário para algumas cenas nas Terras da Tempestade em Game of Thrones.

As Terras da Tempestade (en: Stormlands) são as áreas de Westeros entre Porto Real e o Mar de Dorne. Ao leste elas são bordeadas pela Baía dos Naufrágios e pelo Mar de Dorne ao sul. Antes da conquista de Aegon, elas eram governadas pelos Reis da Tempestade e depois pela Casa Baratheon, bastardos com parentesco com os Targaryen. A Marca de Dorne, que se estende ao longo das Montanhas Vermelhas, funciona como uma "zona de amortecimento" efetiva entre as Terras da Tempestade e seus antigos inimigos na Campina e em Dorne. Por séculos foi um frequente campo de batalha, trocando de mãos mais de uma vez até que Dorne se tornou parte dos Sete Reinos. Os bastardos nascidos nas Terras da Tempestade tem o sobrenome de Storm.

#### Ponta Tempestade
Ponta Tempestade (en: Storm's End) é a sede da Casa Baratheon e, antes dela, a ancestral sede dos Reis da Tempestade por milhares de anos. De acordo com a lenda, o primeiro Rei da Tempestade na era dos Primeiros Homens foi Durran, que casou-se com Elenei, filha do deus do mar e da deusa do vento. Num acesso de ira, os pais dela criaram vastas tempestades para destruir sua fortaleza e matar os convidados do casamento e suas famílias. Depois disso, Durran declarou guerra aos deuses e começou a construir vários castelos ao redor da Baía dos Naufrágios, cada um maior e mais fortificado que o outro, para enfrentar as tempestades dos deuses. Finalmente, o sétimo castelo ficou intacto e resistiu às tempestades. Alguns acreditam que as Crianças da Floresta ajudaram em sua construção; outros, como Brandon Stark, o construtor da Muralha, teria dado conselhos a Durran sobre a construção. A verdade sobre o assunto é desconhecida.
Ponta Tempestade nunca caiu para um ataque ou para tempestades. Suas defesas externas consistem de uma grande muralha de 30 metros de altura e 12 metros de espessa em seu lado mais fino e quase 24 metros de espessura do lado virado para o mar. A muralha consiste em uma linha dupla de pedras com um núcleo interno de areia e entulho. A parede é suave e curva, as pedras tão bem colocadas que o vento não pode entrar. No lado do mar, há uma queda de 46 m abaixo da parede até o mar.
O castelo em si consiste em uma enorme torre em forma de tambor, coroada por formidáveis ameias, tão larga que pode conter estábulos, alojamentos para os soldados, arsenais e câmaras para os lordes na mesma estrutura. Apesar de nunca ser tomado em batalha, Storm's End sofreu vários cercos na história recente. O último Rei da Tempestade, Argilac o Arrogante, abandonou suas impressionantes defesas para lutar em campo aberto contra o comandante Targaryen, Orys Baratheon, durante a Guerra da Conquista de Aegon Targaryen, e perdeu. Isso levou Orys a se casar com a filha de Argilac e a se tornar o Lorde de Storm's End.
Durante a Guerra do Usurpador, Storm's End foi cercado por um ano pelas tropas de Lorde Mace Tyrell, que comandou as forças terrestres, enquanto a frota de Paxter Redwyne de Arbor fazia o cerco pelo mar. Stannis Baratheon, comandando a defesa, recusou rendição e seus homens comiam ratos. Um contrabandista chamado Davos furou o bloqueio introduzindo suprimentos no castelo; após o fim do cerco Stannis o fez cavaleiro e lhe deu terras, fundando assim a Casa Seaworth, mas como punição por seus roubos anteriores lhe amputou a ponta dos dedos da mão esquerda. Ao fim da guerra, Stannis ficou furioso quando seu irmão Robert Baratheon, agora rei, deu Storm's End para seu irmão mais novo Renly e o colocou no comando de Pedra do Dragão. Isto levou a muitos anos de amargura de Stannis com o irmão.
Durante a Guerra dos Cinco Reis, Storm's End apoiou Renly quando ele traiçoeiramente tentou usurpar a coroa e foi cercado por Stannis. Quando o castelão, Cortnay Penrose, recusou-se a se render mesmo a pós a morte de Renly, ele foi morto pela aliada de Stannis, a feiticeira Melisandre, e o castelo rendeu-se. Tempos depois, ele foi cercado pelo forte exército de Mace Tyrell, mas ele abandonou o cerco poucas semanas depois para voltar a Porto Real, depois da prisão de sua irmã Margaery Tyrell pelo Alto Pardal. Ao fim do último livro da saga, A Dance with Dragons, Storm's End continua em mãos de Stannis Baratheon; ao fim do livro, um exército desembarca nas Terras da Tempestade comandado por Jon Connington e um jovem que diz ser Aegon Targaryen, o filho de Rhaegar Targaryen e Elia Martell e herdeiro do Trono de Ferro. Para conseguir apoio, Aegon planeja conquistar Storm's End e içar a bandeira da Casa Targaryen sobre as ameias.
Na série de televisão Game of Thrones, as cenas nas Terras da Tempestade foram filmadas em Larrybane, na Irlanda do Norte.

### As Terras da Coroa
As Terras da Coroa são as terras de Westeros ao redor de Porto Real governadas diretamente pela Coroa do Trono de Ferro. Os reis Targaryen consolidaram esta como uma das nove regiões de Westeros, após sua conquista dos Sete Reinos, das pouco populosas áreas em torno das Terras da Tempestade e das Terras Fluviais. As Terras da Coroa formam a região costeira da Baía de Blackwater e inclui a terra natal original dos Targaryen, na Ilha de Pedra do Dragão, na entrada do Mar Estreito para a baía. Antes da criação de Porto Real, capital e maior cidade de Westeros, as Terras da Coroa incluíam muitas cidades e fortalezas. Os filhos bastardos que lá nascem recebem o sobrenome Waters.

#### Derivamarca

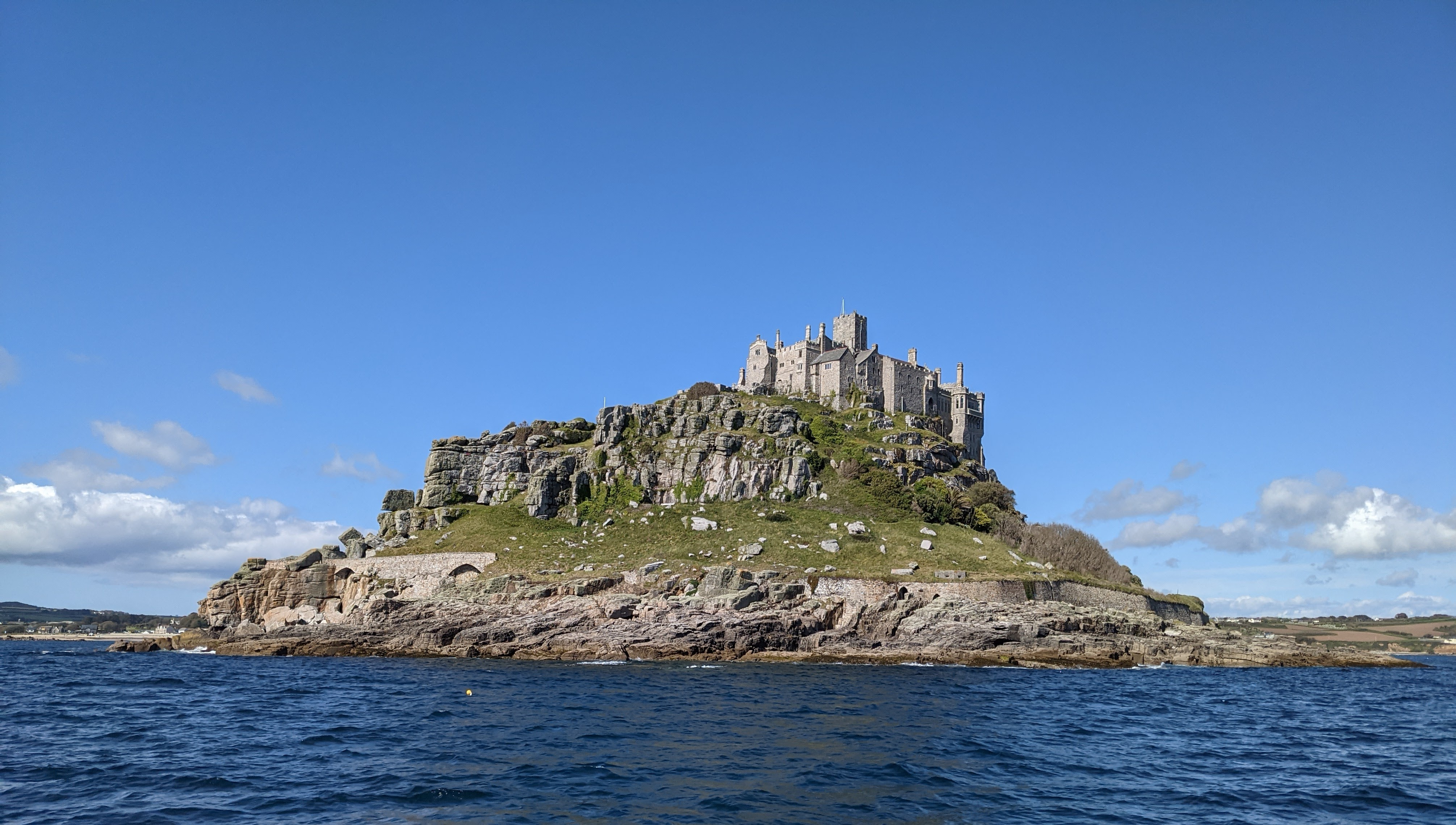
A ilha de St. Michael's Mount, na Inglaterra, foi reinventada como local de Derivamarca em House of the Dragon.

Derivamarca (Driftmark) é a antiga sede da Casa Velaryon, que se originou na Antiga Valíria como uma antiga família aliada dos Targaryens, embora se acredite que os Velaryon tenham chegado a Westeros muito antes da família Targaryen. Antes da Perdição de Valíria, os Velaryon se estabeleceram na ilha de Derivamarca, onde a família se tornaria lendária pela destreza de seus membros no mar. Embora tanto os Velaryon quanto os Targaryen vieram da antiga Valíria, os Velaryon nunca foram senhores de dragões, pois se consolidaram no mar enquanto os Targaryen se consolidaram no céu. O Castelo de Derivamarca está localizado no lado sul da ilha, com a cidade portuária de Casco localizada abaixo de suas muralhas. Derivamarca é um castelo de aparência sombria, frequentemente úmido e inundado.  Possui paredes escuras e manchadas de sal. A ilha prosperou quando Corlys Velaryon era Senhor das Marés, e três vilas de pescadores perto do castelo se desenvolveram em Casco. Como Derivamarca era um castelo úmido e apertado, Corlys, a Serpente do Mar, ergueu um novo castelo para abrigar o Trono de Madeira no outro lado da ilha. Durante a Dança dos Dragões, esta nova sede, Maré Alta, foi queimada pelos verdes em meio à Batalha na Goela.

#### Pedra do Dragão
Em tempos antigos, Pedra do Dragão (en: Dragonstone) era o mais ocidental posto avançado da ancestral Cidade Livre de Valíria. Um século antes da Perdição, a família Targaryen foi enviada para Pedra do Dragão para governá-la. Quando a Perdição atingiu Valíria, a Casa Targaryen sobreviveu junto com os últimos dragões valirianos. Um século depois, Aegon Targaryen e suas irmãs Rhaenys e Visenya lançaram uma maciça campanha de conquista a partir da ilha, e eventualmente vieram a conquistar toda Westeros com exceção de Dorne e do norte da Muralha. A descendência de Aegon reinaria por séculos sobre os Sete Reinos.Pedra do Dragão é uma maciça e sinistra fortaleza que ocupa grande parte da ilha do mesmo nome. O castelo é único no sentido de que os construtores e feiticeiros de Valíria esculpiram suas torres em formas de dragões e fizeram gárgolas ferozes para cobrir suas paredes usando tanto alvenaria quanto mágica. Os níveis mais baixos do castelo são quentes por causa da atividade vulcânica residual existente profundamente sob a ilha. Nela ainda existe um pequeno porto e uma cidade fora do castelo.

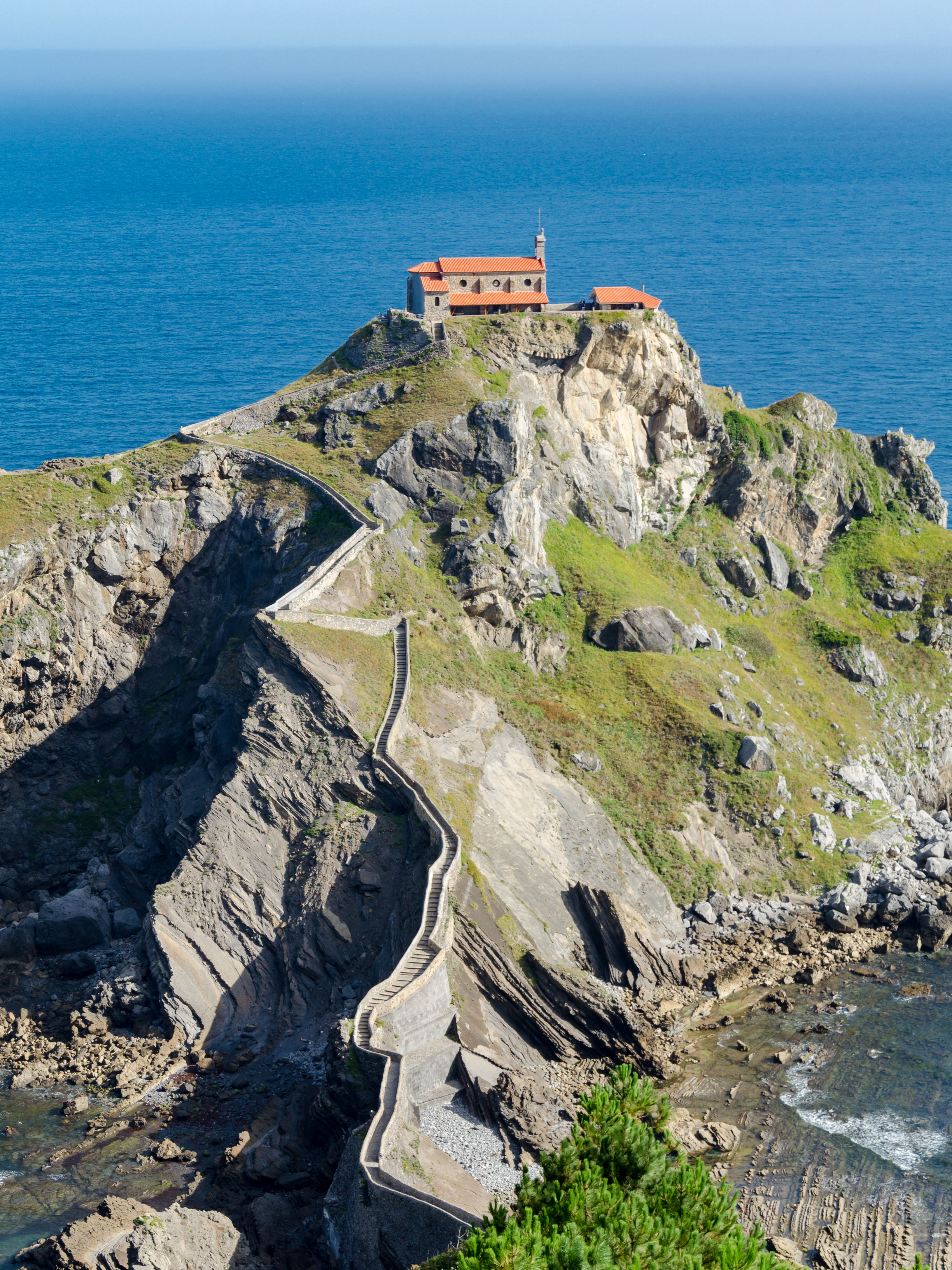
A Escadaria Gaztelugatxe no País Basco, Espanha, representa a escadaria que leva a Pedra do Dragão na 7ª temporada de Game of Thrones e no spinoff House of the Dragon.

Durante a Guerra do Usurpador (ou Rebelião de Robert Baratheon) e antes da pilhagem de Porto Real, a rainha Rhaella Targaryen, que estava grávida, e seu filho Viserys, foram mandados para Pedra do Dragão junto com parte da frota Targaryen e uma guarnição de soldados leais. Mas após a queda de Porto Real, Robert enviou seu irmão Stannis Baratheon para tomar Pedra do Dragão. Quando uma tempestade destruiu a frota real, a guarnição tentou trair Viserys e sua irmã recém-nascida Daenerys entregando-os para Stannis (a rainha havia morrido no parto) mas homens leais aos Targaryen como Ser Willem Darry escaparam de Westeros com as crianças. 
Stannis conquistou Pedra do Dragão facilmente e seu irmão lhe garantiu a posse do castelo, o que Stannis tomou como uma desfeita, já que Storm's End, a ancestral sede da Casa Baratheon, foi dada como herança a seu irmão mais novo, Renly. Ser Axel Florent, um dos tios da esposa de Stanis, Selyse Florent, ficou como castelão da fortaleza. Após a morte de Robert, Stannis declarou a si próprio rei de Westeros, condenando os filhos da rainha Cersei Lannister como bastardos e produto do incesto que ele havia descoberto com Jon Arryn. Pedra do Dragão se tornou sua principal base e para lá ele retornou após a desastrosa derrota na Batalha de Blackwater. Sua conselheira, a sacerdotisa vermelha Melisandre de Asshai, tentou convencê-lo a despertar o dragão de pedra através de mágica do sangue mas Lorde Davos Seaworth convenceu Stannis a, ao invés disto, ir para o Norte com as tropas ajudar a Patrulha da Noite na Muralha. 
Depois de Stannis abandonar a fortaleza, deixando o bastardo Rolland Storm como castelão, a rainha-regente Cersei enviou uma frota para bloqueá-la; entretanto, Ser Loras Tyrell, impaciente para liberar a frota para proteger seu castelo de Highgarden, atacou a fortaleza diretamente, tomando o castelo mas perdendo mil homens na empreitada, ficando ele próprio gravemente ferido. No último livro publicado da saga, A Dance with Dragons, Pedra do Dragão se encontra controlada por forças leais à Casa Tyrell e, teoricamente, mais uma vez sob controle do Trono de Ferro.
Em Game of Thrones, a maioria das cenas ambientadas em Dragonstone foram filmadas nos Estúdios de Belfast, na Irlanda do Norte, mas uma cena, onde Stannis queima as estátuas de madeira dos Sete Deuses, foi filmada na praia de Downhill Strand, na Irlanda do Norte. Na sétima temporada do seriado, a ilha de San Juan de Gaztelugatxe , que possuí uma grande escadaria de pedras cinzas, foi utilizada como base para a projeção digital de Dragonstone. A escadaria também serve como cenário novamente em House of the Dragon. 

#### Porto Real
Porto Real (King's Landing) é a capital dos Sete Reinos de Westeros, com uma população estimada de 500 mil habitantes. Ela é situada à margem da Torrente do Água Negra e de frente a baía da Água Negra (Blackwater Bay), no ponto em que Aegon o Conquistador desembarcou no continente para começar sua conquista. A cidade é cercada por uma muralha guarnecida pelos Mantos Dourados, tropa de soldados assim chamada pela cor de suas capas. Dentro da cidade propriamente dita, a paisagem natural é dominada por três colinas, batizadas com os nomes de Aegon e suas duas irmãs. Os plebeus mais pobres constroem assentamentos parecidos com favelas fora da cidade. Porto Real é extremamente populosa, mas desagradável e suja. O cheiro do lixo que ela emana pode ser sentido muito além de suas muralhas.
O castelo real, a Fortaleza Vermelha, fica sobre a Colina Aegon, é a sede da corte real e é nela que fica o Trono de Ferro, feito do aço das espadas daqueles a quem ele derrotou em batalha. De acordo com a lenda, ele manteve as lâminas afiadas para que nenhum governante sentasse no trono confortavelmente; séculos depois de Aegon, reis ainda se cortavam ao sentar no trono. A crença popular diz que aquele que se corta no trono foi "rejeitado" por ele e por isso não é digno de reinar. A cidade também abriga o Grande Septo de Baelor, onde os Mais Devotos se reúnem com o Alto Septão. É o local mais sagrado da Fé dos Sete. As favelas de Porto Real são chamadas de Bunda de Pulga, onde os residentes são tão pobres que subsistem se alimentando de restos de comida, que podem incluir comida de animais de estimação e corpos de vítimas de assassinato. George R. R. Martin a compara às Londres e Paris medievais.
A primeira temporada da série de televisão baseada na obra, Game of Thrones, usou a cidade de Mdina, ex-capital da ilha de Malta, para representar Porto Real. Várias locações pela ilha foram usadas para representar a Fortaleza Vermelha, incluindo a residência oficial real do presidente do país, o Palácio de San Anton. Os portões do Forte Ricasoli fizeram de portões da fortaleza; o Forte de Santo Ângelo foi usado para as cenas em que Arya Stark persegue gatos nas ruas e o pátio da Igreja de Santa Maria de Porto Salvo e São Domingos de Gusmão é o local da cena onde Ned Stark confronta Cersei Lannister sobre seu incesto.

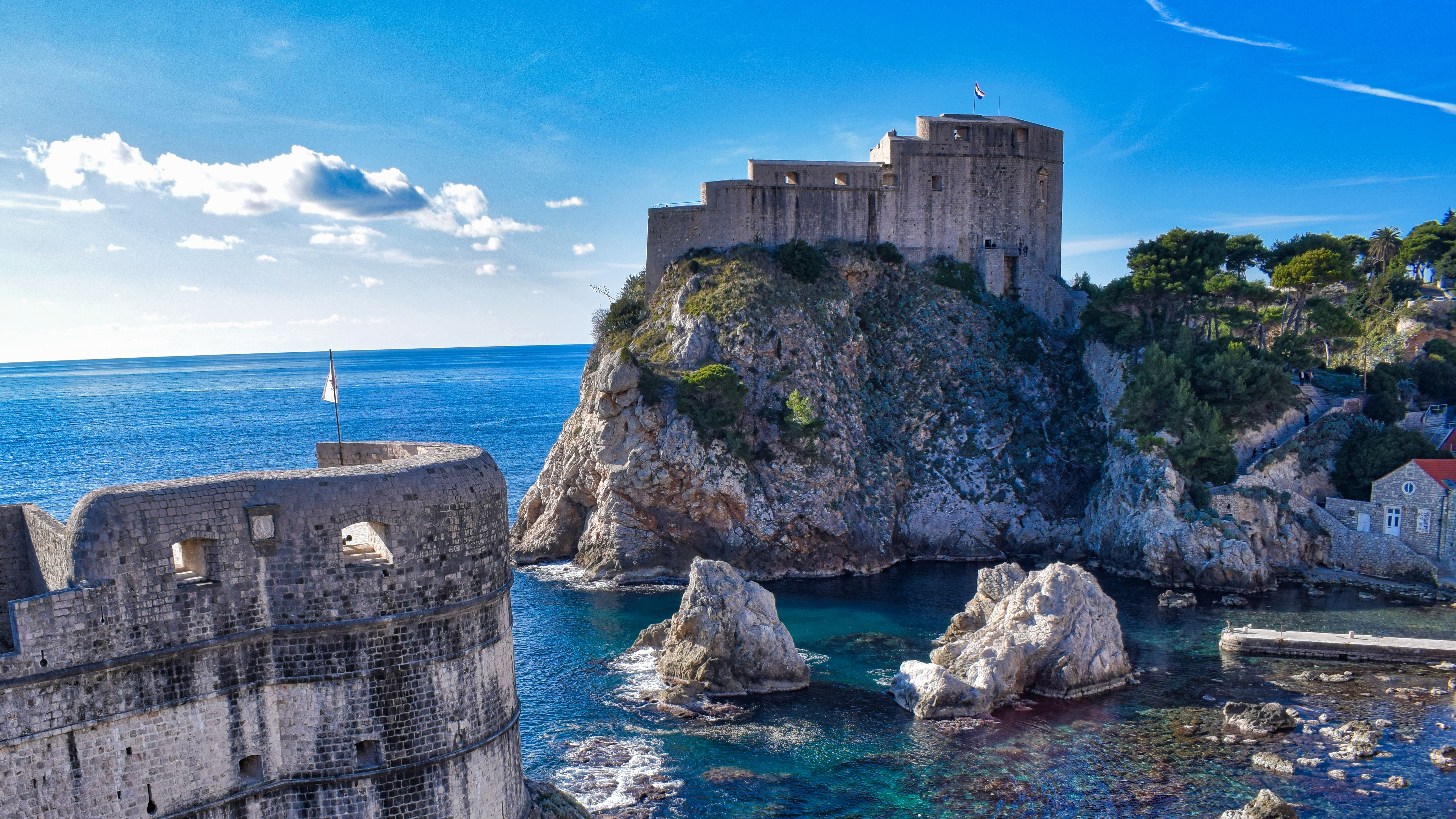
A partir da segunda temporada de Game of Thrones, a Fortaleza de Lovrijenac em Dubrovnik (Croácia) serviu como cenário externo da Fortaleza Vermelha.

A partir da 2ª temporada, as filmagens de Porto Real e da Fortaleza Vermelha mudaram para as áreas históricas de Dubrovnik, na Croácia, que permitiu mais filmagens externas de uma verdadeira cidade medieval murada; partes da 3ª temporada também foram filmadas lá e distrito de Trsteno. Conhecida como a "Pérola do Adriático", a cidade tem várias características da capital da ficção: uma aparência medieval bem preservada, com muros altos e o mar num de seus lados. O Torneio da Mão em homenagem a Ned Stark na 1ª temporada, foi filmado no Castelo Shane, na Irlanda do Norte e o interior da Fortaleza Vermelha nos estúdios The Paint Hall em Belfast. A cenógrafa Gemma Jackson declarou: "Quando eu estava pensando em Porto Real e todo o aspecto vermelho dela, me veio logo à cabeça a província de Rajasthan, na Índia. O chão de Porto Real foi baseado no Panteão de Roma". George Martin disse: "A nossa sala do trono é uma sala do trono espetacular. Na verdade nós redecoramos uma sala do trono criada para outro filme... e, novamente, ela ocupou um quarto do estúdio de Paint Hall, então é muito, muito grande; mas em minha cabeça, nos livros, é como se fosse a Abadia de Westminster ou a Catedral de St. Paul."

### Dorne

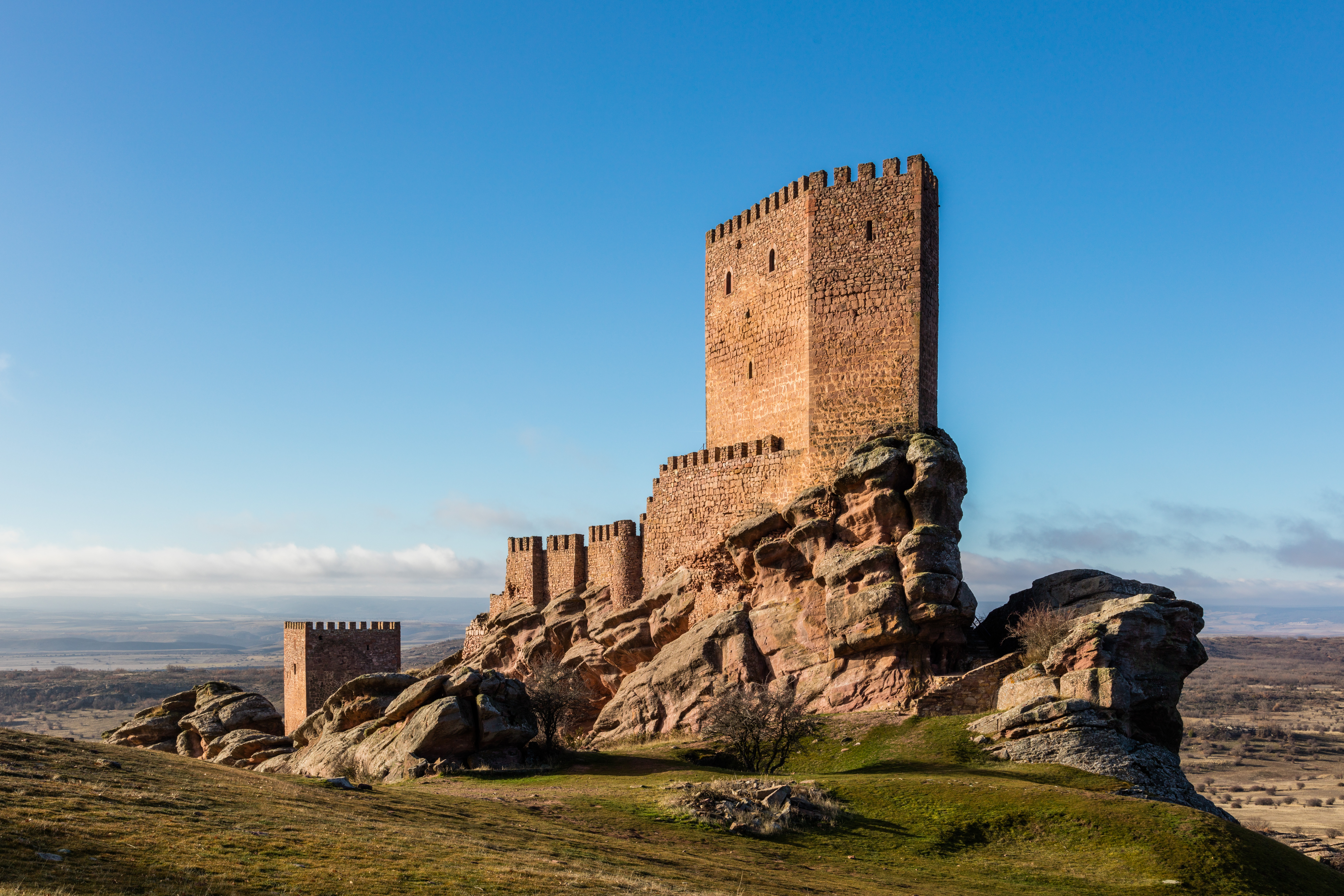
O Castelo de Zafra em Guadalajara, Espanha, retratou a Torre da Alegria em Dorne na sexta temporada de Game of Thrones.

Dorne é a mais austral e menos populosa das terras de Westeros. A riqueza de Dorne vem de seus célebres Corcéis de Areia, cavalos puros de resistência, velocidade e graça, e de especiarias como a pimenta-do-dragão, vinhos, tecidos, têxteis e da pesca. Dorne é limitada pelo Mar de Dorne ao norte, as Ilhas dos Degraus a leste, e se estende para o sul desde a cadeia de montanhas da Marca de Dorne, as Montanhas Vermelhas, que separam Dorne por terra do restante dos Sete Reinos. Os dois maiores passos através das montanhas que a ligam ao resto do continente são o Passo do Príncipe e o Caminho de Pedra; o primeiro liga Dorne à Campina e o segundo sai das montanhas perto de Summerhall. A costa sul do continente é margeada pelo Mar de Verão. Descrita por George Martin como de clima tropical, Dorne tem as mais altas temperaturas de Westeros e é árida com um terreno rochoso e montanhoso que inclui o único deserto de Westeros. Seus rios, porém, produzem terras férteis e durante o longo verão há chuvas suficientes e outros suprimentos de água que mantém o reino habitável. A água é o seu bem mais precioso e é ferozmente guardada. Outros locais notáveis do reino são Starfall, a sede da Casa Dayne, e Yronwood, a sede da Casa Yronwood, a mais poderosa das famílias vassalas dos Martell. Planky Town é um porto de comércio situado na embocadura do rio Greenblood.
Os dorneses tem a reputação de serem sangue-quente. Eles diferem tanto etnicamente quanto culturalmente dos outros habitantes de Westeros devido à histórica imigração em massa dos roinares, povo que habitava as áreas ribeirinhas do continente de Essos e tiveram que fugir após a destruição de Valíria. Eles adotaram muitos dos costumes dos roinares, como a primogenitura absoluta, que não leva em consideração o sexo do herdeiro. Dorne foi o único reino a resistir à invasão de Aegon o Conquistador, inclusive conseguindo matar um de seus dragões. Ela só foi conquistada um século após a invasão Targaryen, por Daeron I, mas se levantou novamente contra ele levando à sua morte. Finalmente, sob o reinado do primo de Daeron I, Daeron II, eles se juntaram ao resto Westeros através do casamento; este feito permitiu a Dorne manter uma certa independência. Lordes da Casa governante Martell se intitulam príncipes e pincesas, no estilo dos roinares. Diferente dos outros reinos, os bastardos nascidos em Dorne recebem quase o mesmo tratamento dos filhos oficiais e tem o sobrenome Sand, que demonstra de onde são suas origens, como o resto de Westeros.
Os dorneses são divididos em três tipos: os dorneses do sal, que vivem nas áreas ao longo do mar, os dorneses da areia, que vivem nos desertos e nos vales fluviais e os dorneses de pedra, que vivem nos passos e nas alturas das Montanhas Vermelhas. Os dorneses de sal são os que mais tem o sangue roinare e os de pedra os que tem menos; todos os três tipos estão bem representados no séquito real do príncipe Doran. Os dorneses de sal são ágeis, flexíveis e escuros, com pele lisa cor de azeitona e longos cabelos pretos que fluem ao vento; os de areia são ainda mais escuros, com as faces bronzeadas pelo sol, e enrolaram lenços brilhantes e longos ao redor de seus capacetes ou suas cabeças para evitar a insolação; os de pedra são os maiores e mais claros, descendentes dos Ândalos e dos Primeiros Homens, de cabelos loiros ou castanhos, com os rostos sardentos ou queimados de sol ao invés de bronzeados.

#### Lançassolar
A capital de Dorne é Lançassolar (Sunspear), a sede da atual família governante, a Casa Martell. Como relatado nos cinco primeiros livros da saga, Doran Martell é o Príncipe de Dorne e Lorde de Lançassolar. Sua irmã, princesa Elia, casou-se numa aliança política com o príncipe Rhaegar Targaryen, o Príncipe de Pedra do Dragão e herdeiro do Trono de Ferro. Eles tiveram dois filhos, uma filha, Rhaenys, e um filho, Aegon. Durante o saque de Porto Real, no fim da Rebelião de Robert, a princesa Elia foi estuprada e assassinada por Gregor Clegane, um vassalo da Casa Lannister. Seus filhos também foram mortos em sua frente. O príncipe Doran e sua esposa, princesa Mellaria, tiveram três crianças, Arianne, Quentyn e Trystane. Durante a Guerra dos Cinco Reis, Tyrion Lannister, como Mão do Rei, muda a histórica inimizade da Casa Martell e de Dorne com os Lannister, fazendo uma aliança com os Martell ao enviar a irmã do meio do rei Joffrey Baratheon, Myrcella Baratheon, como noiva prometida a Trystane, o filho mais novo do príncipe Doran, que tem mais ou menos a mesma idade. A filha mais velha de Doran, Aryanne, é a herdeira da Casa Martell, de Lançassolar e do governo de Dorne.
Na série de televisão, as cenas em Dorne foram filmadas em Alcazar de Sevilla, Sevilha, Espanha. Segundo o autor, Dorne é parcialmente inspirada no País de Gales, na Espanha e na Palestina.

### Mar de Verão

#### Naath
Naath, também conhecida como Ilha das Borboletas, é uma ilha no noroeste da costa de Sothoryos, que fica a leste das Ilhas Basilisco. O povo de Naath tem pele escura e olhos dourados. Eles são extremamente pacifistas, fazendo música ao invés da guerra e se recusam a comer carne, alimentando-se apenas de frutas. Isto os faz especialmente vulneráveis aos mercadores de escravos de Essos. Missandei, a intérprete e dama de companhia de Daenerys Targaryen é natural da Naath.

#### Ilhas Basilisco
A leste de Naath estão Ilhas Basilisco, que tem seu nome em virtude do grande número de basiliscos que as infestavam. Através dos anos elas tem sido uma chaga apodrecida do Mar de Verão, paraíso seguro para toda sorte de foras da lei como piratas, contrabandistas, mercenários, prostitutas, escravos fugidos, esfoladores de animais e mercadores de escravos. Ruínas tem sido encontradas na Ilha das Lágrimas, na Ilha do Sapo e na Ilha do Machado. A Ilha das Lágrimas é a maior delas, com vales íngremes e pântanos negros. Ela foi conquistada pelos Ghiscari e chamada de Gorgai por dois séculos, até que os senhores dos dragões de Valíria a capturaram e a renomearam como Gorgossos. A ilha já foi usada como prisão, que abrigava os piores tipos de criminosos.

#### Ilhas de Verão
Como indicado no mapa do livro A Storm of Swords, as Ilhas do Verão ficam no sul do continente de Westeros e possuem uma fauna própria, com pássaros falantes, grandes e pequenos macacos. Seus nativos são pessoas de pele escura que falam seu próprio idioma, usam roupas coloridas de plumas e vivem a base de frutas e peixes. De seu porto, Tall Tree Town, elas exportam produtos raros para Westeros como vinhos, temperos, plumas e um tipo especial de madeira da qual as bestas são feitas e tem um maior alcance que as comuns. Os habitantes dos Sete Reinos chamam as grandes [belonave]s mercantes das ilhas de navio-cisne, por suas velas ondulantes e por suas figuras de proa, que geralmente retratam pássaros. Samwell Tarly, que em A Feast for Crows passa dois capítulos inteiros num destes navios, descreve as mulheres das Ilhas do Verão como sensuais. Seus deuses são estranhos; eles reverenciam os mais velhos e celebram seus mortos através de relações sexuais. Como uma prostituta explica a Tyrion Lannister em A Clash of Kings, os ilhéus consideram sua sexualidade como um dom dos deuses para adorá-los através do acasalamento e muitos de seus jovens e donzelas bem nascidos servem em casas de prazer por alguns anos para honrar os deuses.

## Essos
Parte da narrativa de A Song of Ice and Fire se passa do outro lado do Mar Estreito a partir de Westeros, numa área que compreende um grande continente oriental chamado Essos. Uma massa de terra aproximadamente do tamanho da Eurásia, ela tem um clima e uma geografia que variam imensamente. O litoral ocidental do continente é caracterizado por colinas verdes, pela maciça Floresta de Qohor e por uma extensa cadeia de ilhas como Braavos e Lys. O centro de Essos é coberto pelas pastagens planas do Mar Dothraki e pelas terras áridas conhecidas como o Resíduo Vermelho (ou Deserto Vermelho) a leste. Além do Deserto Vermelho está a cidade de Qarth. O sul de Essos é dominado por colinas secas e tem um clima mediterrânico, com uma grande linha costeira ao longo do Mar e da Baía dos Escravos. O litoral norte do continente é separado da capa polar pelo Mar Tremente. Ao sul, do outro lado do Mar de Verão, está o pouco conhecido continente de Sothoryos, coberto por uma selva inexplorada.

### História de Essos
- O Antigo Império Ghiscari (? - 4.700 AC): O Antigo Império Ghiscari, originado na Velha Ghis e fundado por Grazdan, o Grande, construiu uma sociedade baseada em legiões disciplinadas, arquitetura imponente e o uso de armas de bronze. Expandindo seu domínio para o sul, colonizou diversas regiões antes de entrar em conflito com Valíria. Cinco grandes guerras foram travadas entre os ghiscari e os valirianos, que, com o poder dos dragões, venceram todas as disputas. Na Quinta Guerra, em 4.700 AC, Valíria destruiu a Velha Ghis, queimando suas pirâmides e salinizando seus campos, o que levou ao colapso do Antigo Império e sua posterior conquista por Valíria.[95][96]
- A Ascenção e Queda de Valíria (8.000 – 100 AC): A Cidade Franca de Valíria, ou Domínio Valiriano, foi um grande império que dominou vastas regiões de Essos. Em seu apogeu, a Cidade Franca era uma civilização avançada, uma potência que exercia hegemonia militar e cultural sobre os povos que dominava. Das Terras do Longo Verão, seus domínios abrangiam o que outrora fora o Império Ghiscari, o território roinar, as futuras Cidades Livres e a ilha-fortaleza de Pedra do Dragão, seu posto mais ocidental.
  - As Guerras Roinares (700 AC): O Império Valiriano começa a colonizar a região das modernas Cidades Livres. Sua expansão os coloca em conflito com os habitantes nativos da região ao redor do Rio Roine. Nymeria, a rainha guerreira dos Roinares, percebe que eles não podem resistir aos dragões e fogem para Dorne, no sul de Westeros. Lá, Nymeria se casa com Lorde Mors Martell e ajuda a Casa Martell a conquistar o resto de Dorne, finalmente unificando a região como um reino.
  - A Perdição de Valíria (100 AC): As Quatorze Chamas (uma cordilheira de vulcões) irrompem em uma explosão titânica que atinge a região central de Valíria. A maioria dos dragões valirianos, que se escondiam nos vulcões quando não são necessários, são mortos imediatamente. A Cidade e Península de Valíria são completamente destruídas, extinguindo sua população na Perdição (ou Cataclismo) de Valíria.[97]
- O Século de Sangue (100 – 2 AC): Após a Perdição, quando as cidades-colônias de Valíria se tornaram as nove Cidades Livres, resultando em um período caótico de guerras constantes, conhecido como os Anos Sangrentos. Sem os dragões para controlá-los, as hordas Dothraki invadiram e saquearam grande parte de Essos, até serem contidos na Batalha de Qohor. Ao mesmo tempo, as cidades Ghiscari da Baía dos Escravos também reafirmaram sua independência. No final do século, Volantis tentou conquistar todas as Cidades Livres, mas foi derrotada. Isso levou a um período político mais estável nas Cidades Livres, coincidente com a unificação dos Sete Reinos por Aegon I Targaryen em Westeros.[98][99]
- Libertação dos Escravos (299 DC - presente): Os atuais eventos em Essos são narrados nos primeiros cinco livros de A Song of Ice and Fire. Depois de chocar três ovos de dragão, trazendo os dragões de volta ao mundo mais uma vez, Daenerys Targaryen conquista as grandes cidades da Baía dos Escravos, libertando seus escravos e lançando a região no caos.

### Cidades Livres e vizinhanças
Através do Mar estreito, no lado ocidental de Essos, estão as nove Cidades Livres cidades-estado independentes que estão na sua maioria em ilhas ou na costa. Elas são Lys, Myr, Pentos, Braavos, Lorath, Norvos, Qohor, Volantis e Tyrosh. Apesar da maioria delas ser nomeada desde o primeiro livro, apenas no último publicado, A Dance with Dragons, é mostrado um mapa da região. Montanhas a leste separam a costa das planícies do Mar Dothraki, mas fendas nas cadeias de montanhas permitem ao povo Dothraki acesso a elas. As Cidades Livres foram construídas por antigos valirianos livres e declararam sua independência após o Cataclismo de Valíria. Uma exceção a isso é Braavos, fundada por refugiados fugindo da expansão de Valíria, escravos fugidos e outros perseguidos ou desordeiros. As línguas faladas nestas cidades são derivadas do Alto Valiriano.
As Cidades Livres se espalham por uma área ao redor do rio Rhoyne, que um local chama de "o maior rio do mundo". Suas margens são a terra natal dos Rhoynar, que adoram o rio como a "Mãe Rhoyne". Ele se origina da junção de dois rios tributários, o Alto Rhoyne e o Pequeno Rhoyne, a sudeste das ruínas de Ghoyan Drohe. As cabeceiras do Alto Rhoyne começam em Ândalos, terra natal do povo Ândalo entre Braavos e Pentos. O rio corre para sudeste até virar ao sul depois do Lago da Adaga, onde piratas de rio se escondem em torno das inúmeras ilhas fluviais da região. O rio ganha considerável largura a medida que vai sendo alimentado por tributários, até se abrir para o Mar de Verão num delta perto da cidade de Volantis.

#### Braavos

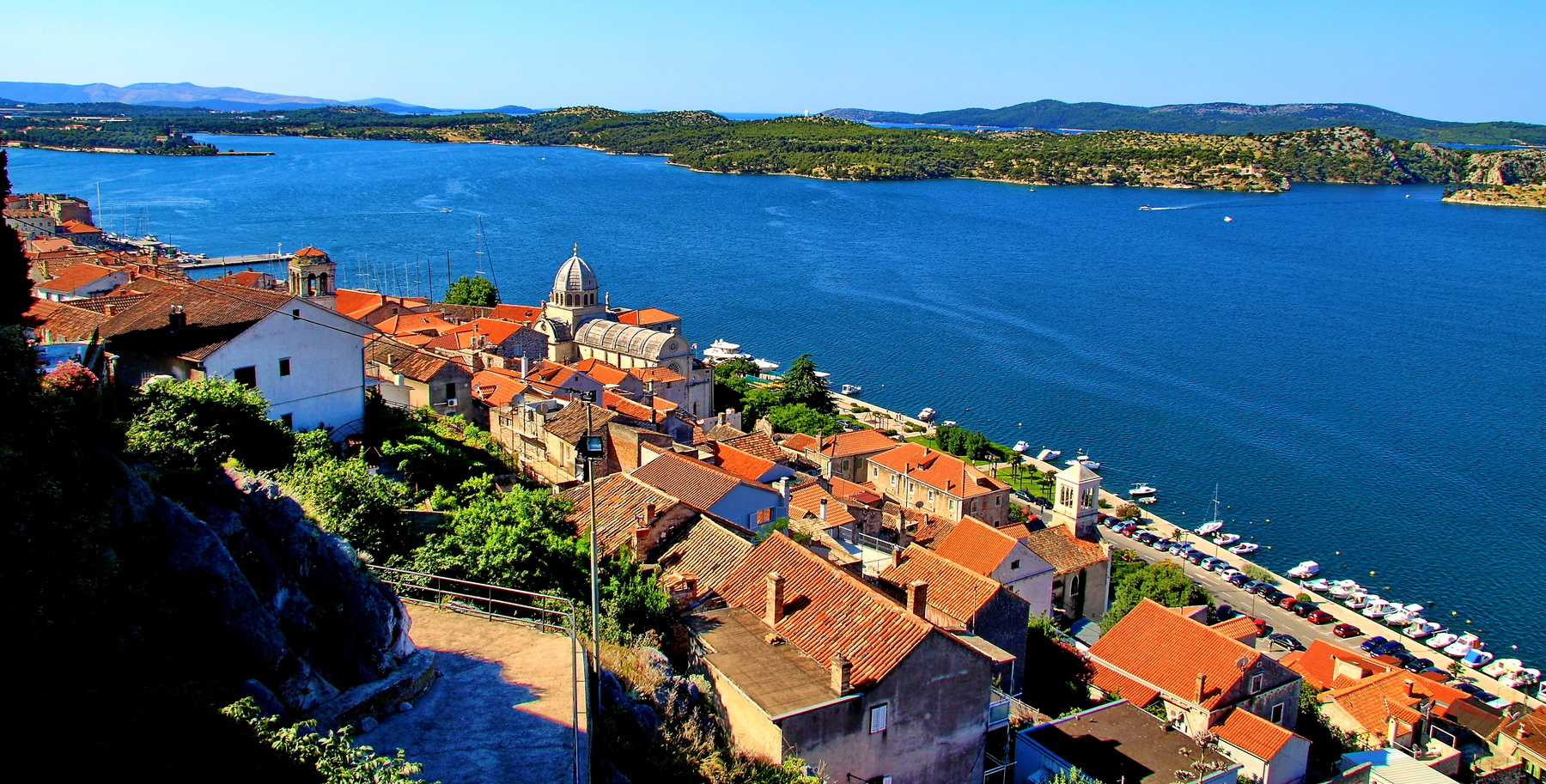
A cidade de Šibenik na Croácia foi usada como cenário de Braavos em Game of Thrones.

Única entre as Cidades Livres, Braavos não foi uma colônia valiriana mas um refúgio secreto de fugitivos da expansão da Valíria. É uma cidade espalhada por centenas de pequenas ilhas, localizadas num grande lago no limite noroeste de Essos, onde o Mar Estreito e o Mar Tremente se encontram. Ela é conhecida por seus ousados braavosi, seus habitantes desafiadores e sem medo, seus assassinos misteriosos, os Homens Sem Rosto, e pelo Titã de Braavos, misto de fortaleza e estátua gigantesca. O governante tem o título de Lorde do Mar e é do mar que vem o poder e a riqueza da cidade. Os cascos dos navios dos Braavosi são pintados de roxo e seus navios mercantes navegam para lugares distantes, trazendo seu comércio e riquezas de volta para casa. Braavos tem muitos banqueiros e o Banco de Ferro empresta dinheiro a nações estrangeiras, incluindo os Sete Reinos.
Os braavosi comuns se vestem com cores chamativas enquanto os muito ricos e poderosos se vestem de negro e um azul escuro quase negro. As autoridades da cidade, chamadas de guardiães das chaves ou oficiais de justiça, usam monótonos casacos marrom ou cinza. A cidade também é famosa por suas cortesãs e cada uma delas tem seu próprio barco e servos que as acompanham. As mais belas delas inspiraram muitas canções e são banhadas com presentes de ourives, mercadores e artesãos; a nobreza e os ricos comerciantes pagam às cortesãs grandes quantidades de dinheiro para aparecerem ao lado delas em eventos e os braavosi são conhecidos por se matarem em seus nomes. Syrio Forel, um ex-primeiro espadachim a serviço do Lorde do Mar de Braavos, ensina a Arya Stark uma técnica local de luta com espadas, a Dança da Água. O estilo é uma forma refinada de esgrima em que o praticante luta de lado e empunha uma espada fina. Braavosis belicosos enchem a cidade por todo canto em duelos para mostrar suas habilidades.
Em descrição e localização, Braavos é às vezes comparada à cidade medieval de Veneza na Itália, embora o clima que parece prevalecer ali seja mais parecido com o de cidades do norte da Europa, como Amsterdã ou Bruges; Seu desenvolvimento histórico, no entanto, assemelha-se à expansão de Atenas. A estátua do Titã de Braavos também é uma referência ao Colosso de Rodes. Em Game of Thrones, as cenas ambientadas em Braavos foram filmadas em Šibenik, Croácia. 

#### Pentos
Pentos é um grande porto numa baía da costa oeste. Dominado por uma arquitetura de torres de tijolos quadrados, é regida por um príncipe escolhido pelos governantes de facto da cidade, conhecidos como Magistrados. Khalasares (chefes) do povo guerreiro Dothraki já chegaram com seus exércitos até Pentos no passado, vindos do Mar Dothraki, no centro de Essos, mas os pentoshi evitaram muitas das incursões e invasões pagando tributos a seus Khals. Os homens de Pentos usam barbas tingidas e bifurcadas na ponta. Como em muitas Cidades Livres, a escravidão é ilegal mas muitos dos ricos e poderosos de Pentos conseguem burlar essas leis, mantendo escravos como serviçais disfarçados.
Em Game of Thrones, o episódio-piloto com Daenerys Targaryen em Pentos foi filmado no Marrocos, reutilizando os cenários de Jerusalém do filme Kingdom of Heaven, perto de Ouarzazate. As cenas externas da mansão de Illyrio Mopatis em Pentos foram filmadas no Palácio Verdala, um palácio do século XVI que é a residência de verão do presidente de Malta. Uma das mais espetaculares atrações naturais de Malta, a Janela Azul na ilha de Gozo, foi usada como cenário para o casamento de Daenerys e Khal Drogo. Quando a cidade reaparece na 5ª temporada, ela foi filmada na Croácia.

#### Volantis

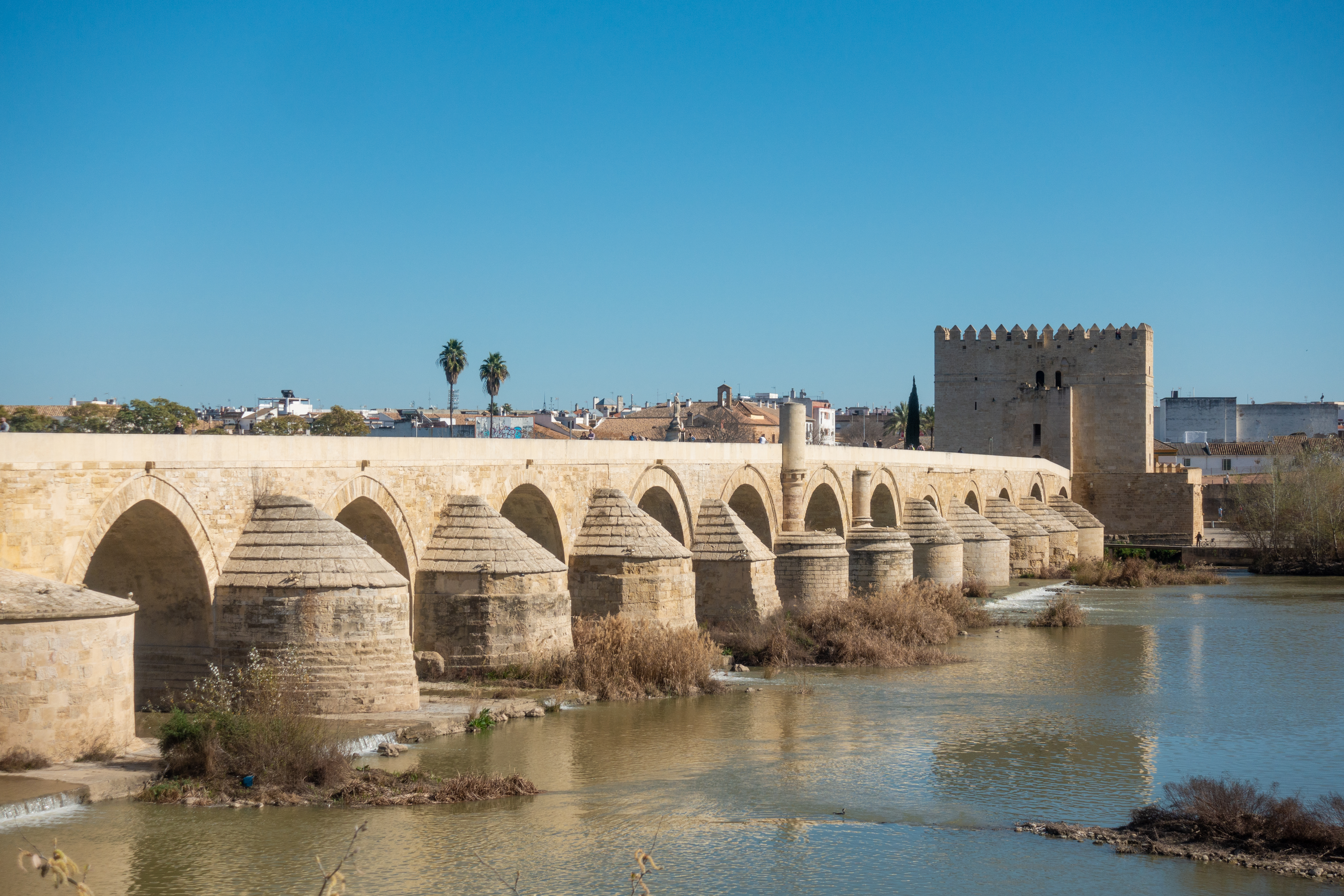
A ponte romana em Córdoba na Espanha foi filmada como a entrada de Volantis na série.

Volantis é um porto no sul de Essos, a mais antiga e mais orgulhosa das Cidades Livres. Uma fortificação conhecida como Muralha Negra protege as partes antigas da cidade. Ela é governada por um triunvirato eleito a cada três anos pelos proprietários de terras e defendida por soldados-escravos chamados de "Capas de Tigre". Volantis é uma cidade de grande importância no mercado de escravos e tem cinco deles para cada habitante livre. Todos os escravos tem um tatuagem no rosto, indicando suas profissões; escravos sexuais tem lágrimas tatuadas e os Capas de Tigre tem listras de tigre no rosto. A adoração do deus R'hllor é a mais importante religião de Volantis, especialmente entre os escravos.
Para representar a cidade, a série de televisão usou a cidade de Córdoba, na Espanha.

#### Outras Cidades Livres
- Lorath é uma cidade portuária num grupo de ilhas no norte de Essos.[104] O personagem Jaqen H'ghar se passa por um local em A Clash of Kings usando longos cabelos divididos em vermelho de um lado e branco do outro.[110]
- Lys fica sobre uma série de ilhas ao sul, ao largo da massa territorial, no Mar do Verão.[104] Os lisenos tem uma tendência a serem altos e retos de olhos e pele, com cabelos loiros ligeiramente esbranquiçados, incomum nos demais habitantes das Cidades Livres. Ela também é conhecida por seus bordéis, treinando escravos nas ates do amor e vendendo-as como concubinas e escravos sexuais. Ela produz vinhos e ricas tapeçarias e está constantemente em conflito com outras Cidades Livres como Tyrosh e Myr.[111]
- Myr é uma cidade costeira famosa por seus artesãos de lentes, rendas intricadas e tapetes finos.[112] Seus habitantes, de pele e olhos escuros são similares aos habitantes de Pentos e Norvos, no sentido de que seus magistrados também pagam tributos aos khals Dothrakis para não serem incomodados. A cidade é um centro de comércio de escravos e de seu famoso vinho verde. Frequentemente ela luta com as cidades vizinhas pelo controle das Ilhas Disputadas.[111]
- Norvos, chamada de Grande Norvos por seu povo,[113] fica no interior do continente, entre Pentos e Qohor, dividida em duas partes, uma no topo de uma colina e outra ao lado de um rio abaixo. A cidade tem três grandes sinos, cada um com seu próprio nome e sons distintos que são tocados frequentemente.[113] A área em sua volta é uma terra de colinas verdes, fazendas em terraços e aldeias de estuque branco.[114] Seu clima é suave. Seus habitantes podem ser distinguidos por seus bigodes tingidos e com as pontas viradas para cima. A cidade é governada por um conselho de magistrados que pagam tributos aos Dothrakis de passagem para não serem incomodados, assim como outras cidades Livres. Ela também é a casa de padres barbados que treinam guardas de elite. Estes guardas fazem juramentos de dever e se consideram casados com seus longos e característicos machados.[113]
- Qohor também se situa no continente, no meio da Floresta de Qohor. É conhecida pelas finas tapeçarias e por seus ferreiros, que tem a rara habilidade de forjar espadas de aço valiriano até fundidas em cores diferentes. O Bode Negro é o deus proeminente da cidade. A Guarda da Cidade tem sido composta unicamente de escravos-eunucos Imaculados desde a Batalha dos Três Mil, quando 3 000 Imaculados defenderam com sucesso Qohor de um ataque de 25 000 guerreiros Dothrakis a cavalo. A Guarda amarra tranças de cabelo humano em suas lanças para comemorar os Dothrakis cortando as suas em saudação aos defensores.[113]
- Tyrosh, também na costa e governada por um arconte,[115] é famosa por sua avareza.Os comerciantes lidam extensivamente com escravos e conhaque de pera. A cidade tem uma abundância de casas de prazer mas elas não são tão conceituadas quanto em Lys. Os mestres ferreiros em armaduras fazem armaduras intrincadas em formas fantásticas. Tyrosh é um popular centro de emprego de mercenários e normalmente está envolvida em disputas sobre os Degraus de Pedra e as Ilhas Disputadas. Daario Naharis é de Tyrosh.[116]

### Essos Central

#### Valíria
Valiria é uma península no centro-sul de Essos, a oeste da Baía dos Escravos. Antes do Cataclismo de Valíria, ela era a sede das terras livres valirianas, um império com milhares de anos. Os valirianos são caracterizados por cabelos prateados e olhos violetas. Valíria era chamada de Terra Livre porque cada homem que possuísse um pedaço de terra tinha direito de votar para eleger seus líderes, arcontes substituídos de tempos em tempos. Eles usavam escravos para fazer mineração nas Quatorze Chamas, uma cadeia de vulcões ricos em minério. Eles subjugaram os Rhoynares e os Ghiscaris e estabeleceram todas as Cidades Livres, à exceção de Braavos; eles conseguiram isto através do conhecimento da tradição do dragão, muitos valirianos possuíam e montavam dragões. Porém, centenas de anos antes, um evento natural de gigantescas proporções, conhecido como Cataclismo de Valíria, aparentemente envolvendo uma violenta erupção das Quatorze Chamas, destruiu as terras e transformou Valíria num arquipélago. Os Targaryen, que escaparam antes do Cataclismo, são o sangue da velha Valíria.

#### Mar Dothraki

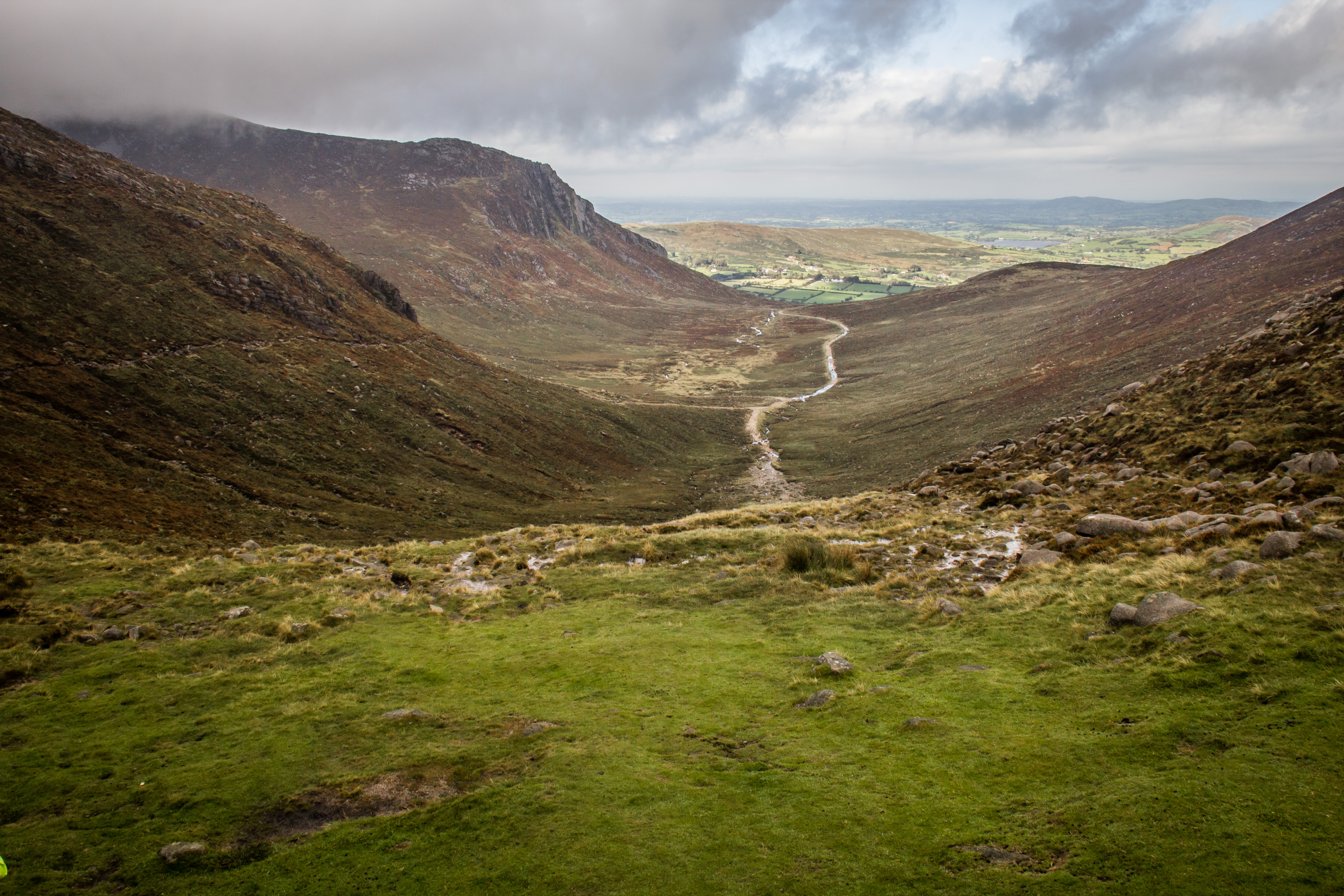
O Vaes Dothrak foi filmado nas Montanhas Mourne na Irlanda do Norte.

O Mar Dothraki é um vasta planície gramada em Essos, habitada pelo povo Dothraki, guerreiros nômades de pele cor de cobre com sua própria linguagem e cultura única. Os Dothraki vivem em bandos chamados khalasars, cada um deles comandando por um khal. Os khalasars são divididos em grupos chamados khas, cada um deles comandados por capitães khals chamados Kos. Os Dothrakis são cavaleiros experientes e seus cavalos são de importância fundamental em sua cultura, usados como comida, transporte, matérias-primas, na guerra e no estabelecimento de uma posição social. Eles invadem regularmente as áreas de outros povos.
George R. R. Martin fez um paralelo de sua criação: "Os Dothrakis na verdade foram moldados num amálgama de várias culturas da planície e das estepes ... mongóis, hunos, certamente, mas também apaches, sioux, cheyennes, e outras tribos ameríndias, temperados com uma pitada de pura fantasia. Então, uma semelhança com árabes ou turcos é acidental, exceto pelo fato de que os antigos turcos também eram cavaleiros originários das estepes. Entretanto, de maneira geral, quando eu desenho um personagem na cabeça, eu tento evitar um transplante individual direto, portanto não é correto dizer que os Dothrakis são mongóis".

#### Lhazar
Lhazar é uma área nas terras semi-áridas ao sul do Mar Dothraki. Uma região de morros e pastagens, é habitada pelos lhazarenos, um pacífico povo de pastores com pele cor de bronze, rostos planos e olhos amendoados. São chamados de haesh rakhi ou Homens Cordeiros pelos Dothraki que frequentemente predam suas terras. Eles adoram um deus chamado Grande Pastor e acreditam que a Humanidade é parte de um único rebanho. As cenas da vila dos Homens Carneiro que sofre um saque dos Dothraki foram filmadas na vila agrícola de Manikata, no noroeste de Malta.

### Baía dos Escravos
Nota: O nome original dado por George R. R. Martin é Slaver's Bay, que em português pode significar "Baía dos Mercadores de Escravos" , "Baía dos Traficantes de Escravos" , "Baía dos Navios Negreiros" ou "Baía dos Escravagistas". Por razões desconhecidas, a tradução para o português dos livros e da série de televisão, a transformou em Baía dos Escravos, exatamente o contrário, que em inglês seria Slave's (sem R) Bay.
Baía dos Escravos é um mar marginal dentro do Mar de Verão, que se estende do sul do Mar Dothraki ao oeste de Lhazar e para milhares de léguas a leste das Cidades Livres. Uma área quente de Essos, as cidades foram construídas de destroços de Old Ghis, uma antiga cidade rival de Valíria que foi destruída por aquela nação milhares de anos antes do início dos eventos da saga. A economia da região é largamente baseada no trabalho escravo e no comércio de escravos; o tratamento dado aos escravos é frequentemente duro, enquanto os cidadãos livres vivem em relativo luxo. Soldados profissionais de todas as três cidades usam trajes e penteados extravagantes que limitam sua utilidade em batalha. Os militares dependem largamente de escravos adicionais e de mercenários profissionais para se defenderem numa guerra. Os habitantes da baía são uma mistura de raças que não fala mais a velha língua Ghiscari mas variações de Alto Valiriano, com um grunhido característico. O povo antigo de Ghis, que se autodenomina Os Filhos da Harpia, em Astapor, tem um cabelo vermelho-preto eriçado. Os Bons Mestres de Astapor, se parecem com "homens carnudos e roliços com pele cor de âmbar, narizes largos e olhos escuros. Seus cabelos ondulados eram pretos ou vermelho escuro, ou aquela estranha mistura de vermelho e preto que era peculiar a Ghiscari", na descrição de Daenerys Targaryen. Somente os homens livres de Astapor tem permissão para usar um vestuário chamado tokar, que mostra o seus status social, muitas mulheres usam véus no rosto por causa da poeira e todo o povo vive encharcado num perfume suave.

#### Astapor

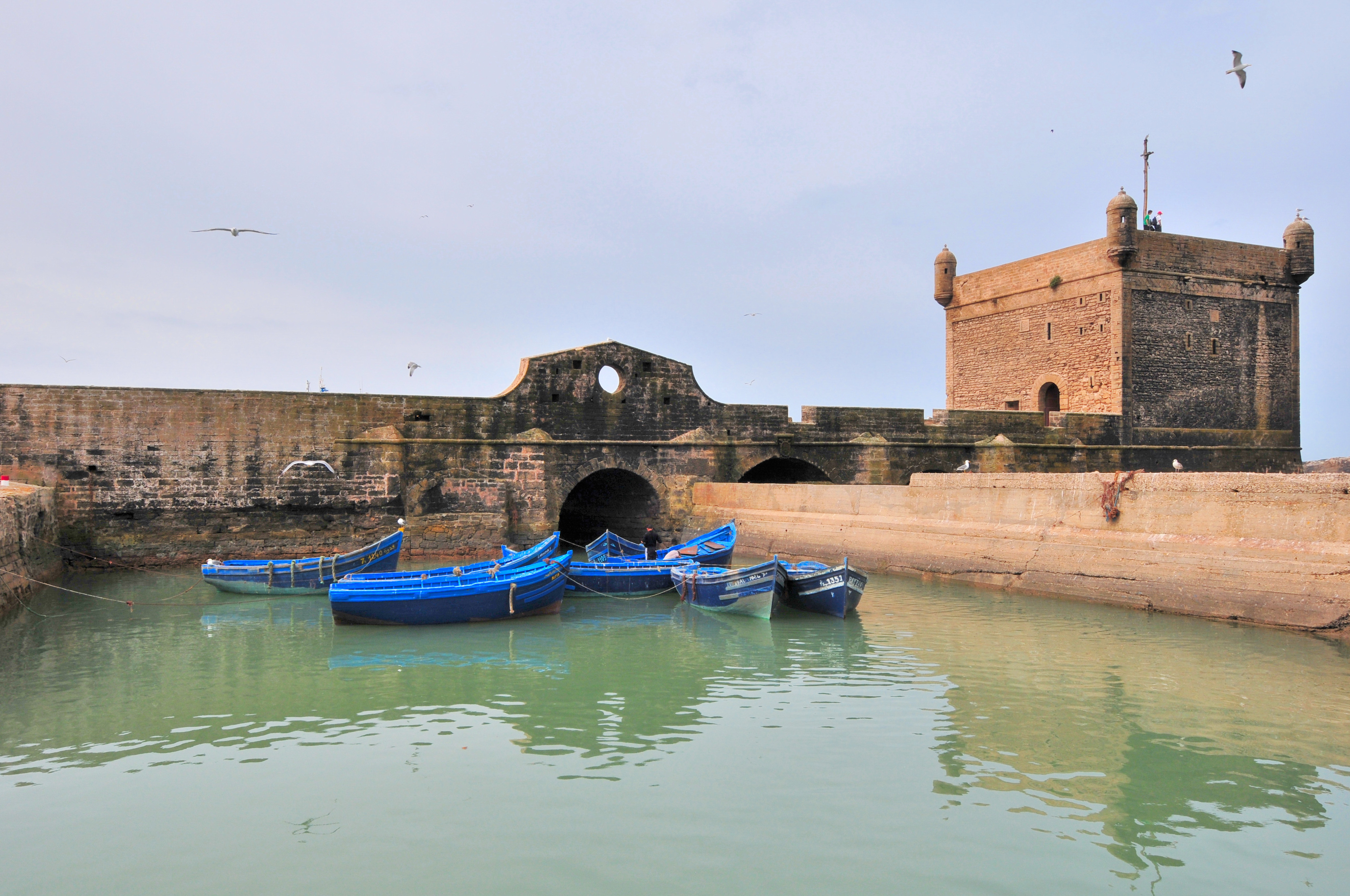
Essaouira no Marrocos serviu de cenário para Astapor em Game of Thrones.

Astapor se situa nas margens do rio do Verme, um fluxo de água largo, lento e torto com ilhas arborizadas. Entrando na cidade no início de A Storm of Swords, Daenerys a enxerga como uma velha e dilapidada cidade que já conheceu melhores dias. A arquitetura da cidade é dominada por construções de tijolos vermelhos e Arstan Whitebeard explica a Daenerys que o ditado "Tijolo e sangue construíram Astapor ... e tijolo e sangue fizeram seu povo", se refere aos escravos que fabricam os tijolos. As pirâmides com degraus, as arenas de luta, as ruas, os muros ao redor e a Praça do Orgulho em Astapor, foram todos feitos com tijolos vermelhos. A assim chamada Praça da Punição nos portões principais da cidade é ainda maior que a Praça do Orgulho.
A Praça do Orgulho, quem tem um fonte de tijolos vermelhos e uma enorme harpia de bronze em seu centro, serve como um mercado de escravos a céu aberto e uma área de triagem para os Imaculados, eunucos-lanceiros de elite com uma reputação de disciplina e efetividade. Astapor é a única cidade a vender Imaculados mas também vende escravos sexuais, mestres-de-obras, escribas, artesãos e tutores. Os Imaculados exigem um grande investimento em tempo e dinheiro pelos Astapori que os criam e treinam, mas eles dão o retorno mais rentável para os Bons Mestres de Astapor. Eles usam capacetes de bronze com uma ponta afiada para cima e obedecem às ordens a qualquer custo, mesmo que isto signifique suas mortes. A cada dia, cada um deles recebe um nome de escravo diferente, para lembrar-lhes de sua inutilidade. Daenerys resolve comprar todos os Imaculados, treinados ou não, de Astapori, cerca de 8 600 homens e lhes ordena matar todos os adultos mercadores de escravos e demais soldados quando ela deixar a cidade. Ela dá o poder sobre Astapor a um conselho formado por ex-escravos, liderados por um padre, um médico e um estudioso, e dezenas de milhares de ex-escravos a seguem em sua jornada para Yunkai. Um ex-açougueiro chamado Cleon que evita um plano para restabelecer os Bons Mestres no poder é coroado como Rei de Astapor em recompensa. 
As cenas que retratam Astapor na série de televisão Game of Thrones foram filmadas na cidade costeira de Essaouira, no Marrocos.

#### Yunkai

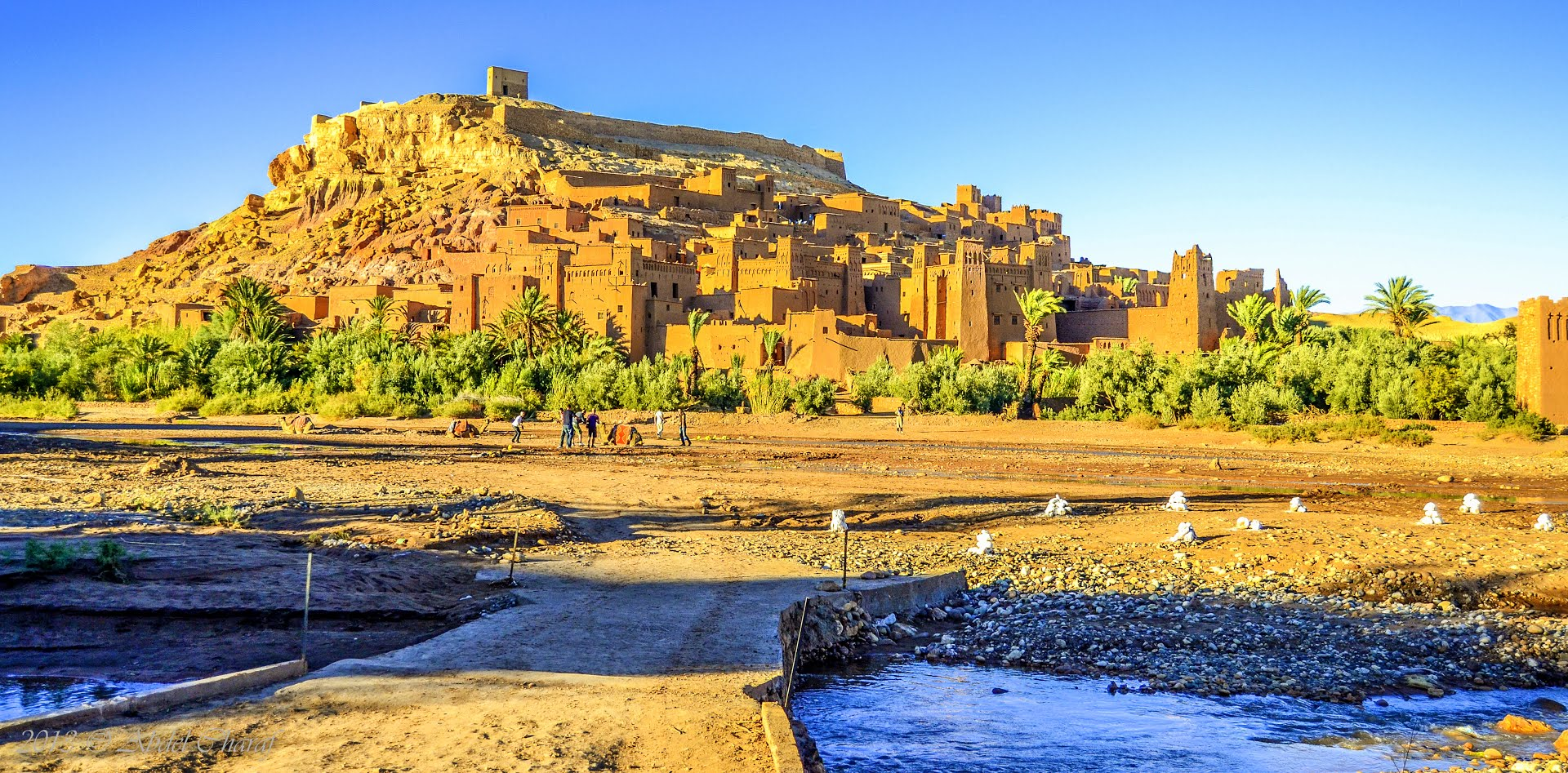
Yunkaï foi filmado em Aït-Ben-Haddou no Marrocos.

A menor das três cidades, ela é situada cem léguas ao norte de Astapor e cinquenta léguas ao sul de Meereen. Yunkai não comercializa Imaculados mas é conhecida por suas arenas de lutas e seus bordéis. Ela é similar em aparência a Astapor exceto por seu tamanho menor e pelo uso de tijolos amarelos nas construções ao invés de vermelhos. Os mercadores de escravos de Yunkai são conhecidos como os Mestres Sábios, cujo emblema é uma harpia. Os habitantes montam cavalos e camelos. Pela falta de Imaculados na cidade, sua defesa recai sobre um exército misto de profissionais e escravos com cerca de 4 000 homens, mil deles mercenários. Típico dos Ghiscari, o exército usa armaduras impraticáveis e cabelos oleados de formas enormes, limitando sua efetividade. As cenas de Yunkai em Game of Thrones foram filmadas em Aït-Ben-Haddou, no Marrocos.

#### Meereen

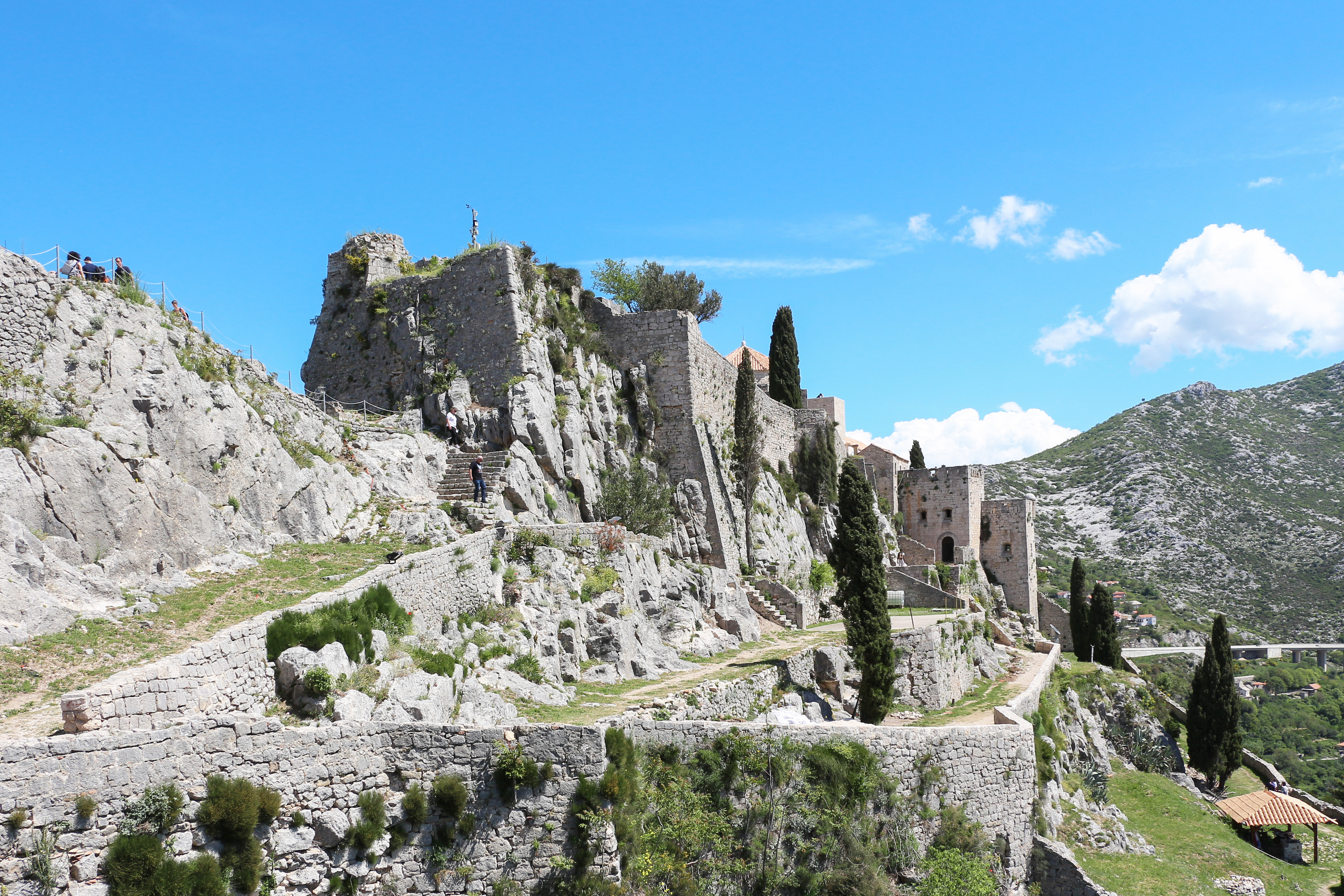
A Fortaleza de Klis serviu como um dos cenários para representar Meereen em Game of Thrones.

Meereen é a maior das três cidades escravagistas da Baía e sua população iguala as de Astapor e Yunkai juntas. A arquitetura é similar às outras duas mas as construções são feitas de tijolos de várias cores. Sua paisagem é dominada por uma pirâmide maciça, a Grande Pirâmide, e pelo Templo das Graças, que é coberto por uma cúpula dourada. Meereen é única entre as cidades Ghiscari, por ser coberta por uma miríade de templos e pirâmides. Seus mercadores de escravos são chamados de Grandes Mestres. Eles tem uma força de lanceiros equipados com os tradicionais extravagantes vestuários Ghiscari, com escamas de cobre e lanças de até 14 metros de comprimento. A cidade foi erguida nas margens do rio Skahadhazan.
Para a série de televisão, muitas das cenas que retratam Meereen foram filmadas em Split e na Fortaleza de Klis, na Croácia. As cenas na arena de lutas foram filmadas na Plaza de Toros em Osuna, Espanha.

### Essos Oriental

#### Deserto Vermelho
O Deserto Vermelho é uma área desértica no leste de Essos. Muito pouco é conhecido sobre ele, que só foi brevemente visto em A Clash of Kings quando Daenerys e seus khalasares o cruzaram. O único assentamento na região, Vaes Tolorro, está em ruínas.

#### Qarth

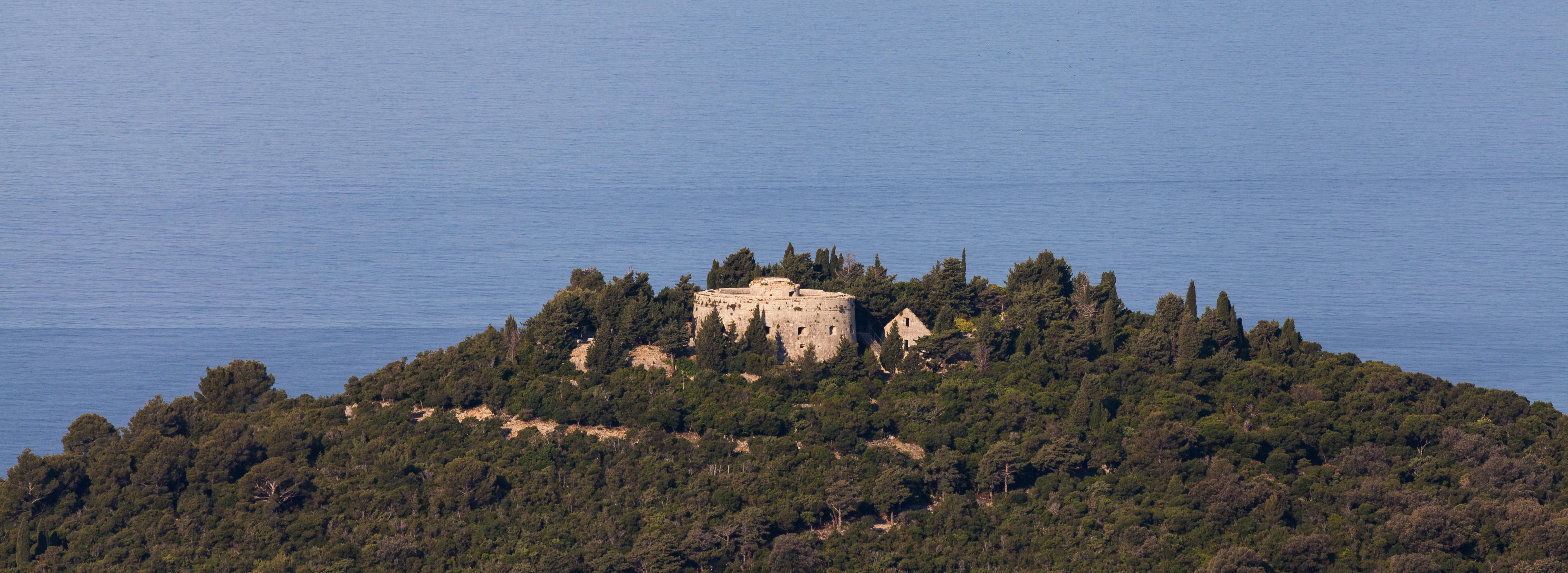
A ilha de Lokrum na Croácia serviu de cenário para Qarth.

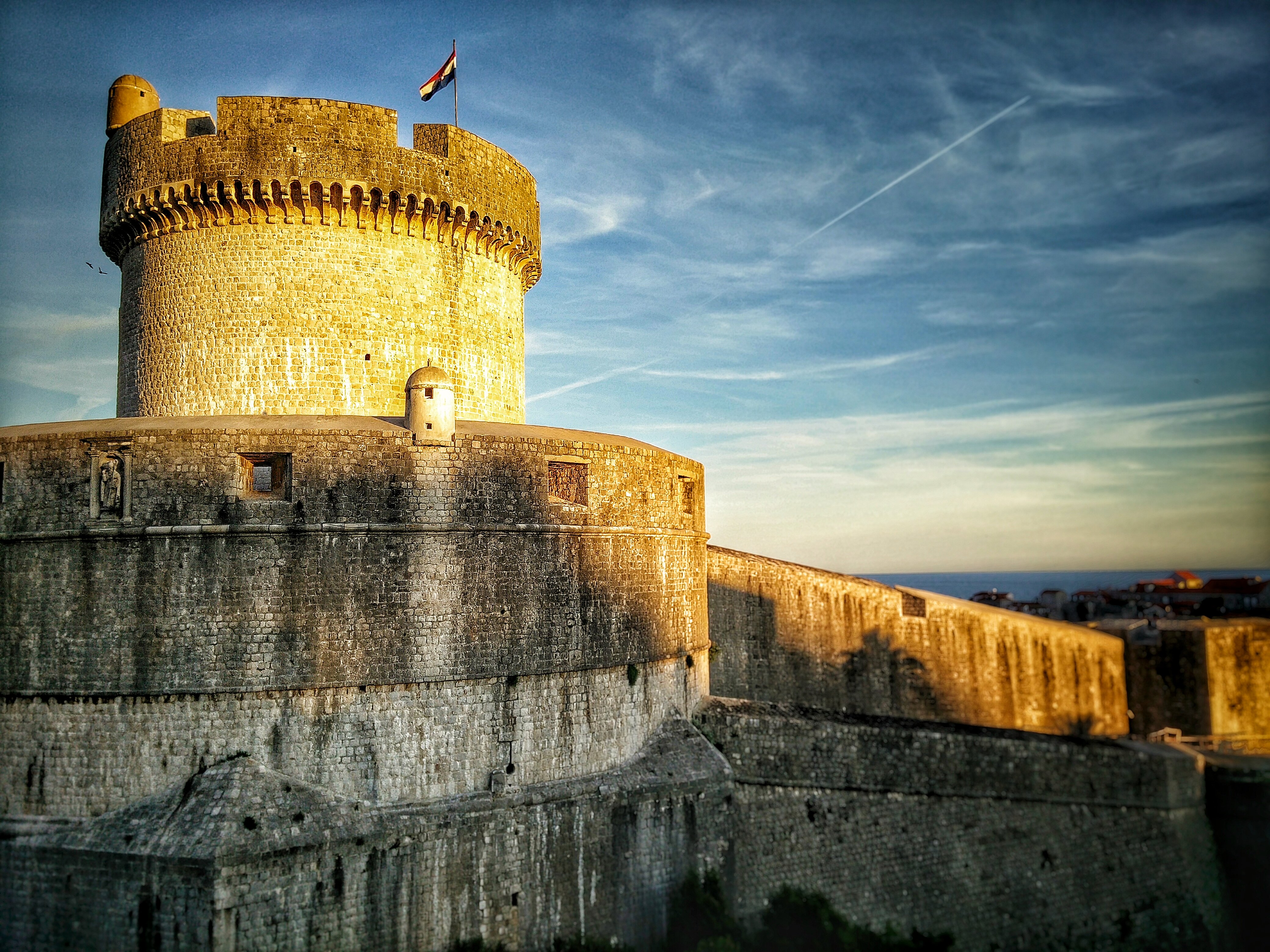
A Torre Minčeta em Dubrovnik serve de cenário para a Casa dos Imortais.

A cidade de Qarth, mencionada pela primeira vez na saga em A Game of Thrones, ainda não apareceu em qualquer mapa dos livros. Porém, a abertura da 2ª temporada na série de televisão e o HBO Viewer Guide Maps, a mostra localizada num estreito entre o Mar de Verão e o Mar de Jade, no sudeste de Essos. Quando da primeira visita de Daenerys à cidade, o bruxo Pyat Pree a descreve como o centro do mundo e como o portão de comércio e cultura entre o leste o oeste, o norte e o sul. A cidade é cercada por muralhas que variam entre 30 e 50 pés de altura, gravadas com retratos de animais, guerras e pessoas fazendo sexo. As construções de Qarth são de muitas cores diferentes, incluindo rosa, violeta e marrom-avermelhado. Torres delgadas se erguem sobre a cidade, fontes adornam todas as praças e milhares de pássaros coloridos, árvores floridas e flores diversas enchem a cidade.
Seus habitantes são descritos como pessoas altas e pálidas, chamados de Homens de Leite pelos Dothraki por sua compleição. Se vestem em linho, peles de samito e de tigre, com as mulheres usando vestidos que deixam um seio nu, enquanto os homens usam saias de seda. Daenerys os descreve como "polidos" e os homens livres são servidos por escravos. Os Puronatos, a classe dominante, descendentes dos antigos reis e rainhas de Qarth, governam a cidade e cuidam de suas defesas. Os três principais grupos de comerciantes brigam entre si e com os Puronatos pelo controle da cidade; são eles Os Treze, a Antiga Aliança das Especiarias e a Irmandade da Turmalina. Os feiticeiros de Qarth, cujos lábios se tornam roxos por causa de uma poção chamada "A Sombra da Noite", são acusados de guiarem estes grupos; eles ainda são temidos pelo poder e prestígio mesmo que eles tenham diminuído ao curso dos anos. Qarth também é conhecida pelo Homens Pesarosos, um grupo de assassinos batizados por seu costume de dizer "eu sinto tanto" às suas vítimas antes de matá-las.

#### Asshai e as Terras da Sombra
Estas são partes de terras inexploradas no mundo conhecido, duas são localidades misteriosas no Mundo de Gelo e Fogo. Foram primeiramente mencionadas em A Game of Thrones e mapeadas em The Lands of Ice and Fire, no extremo leste de Essos. Asshai é a cidade da sacerdotisa vermelha Melisandre. Jorah Mormont a descreve como uma cidade portuária ao sul do Mar Dothraki, no fim do mundo conhecido. ela exporta ametistas negras, âmbar e vidro do dragão. De acordo com George Martin, "todos os navios viajam entre Westeros e Asshai via Mar de Verão e Mar de Jade através do estreito de Qarth" e "o povo comum ainda acredita que o mundo seja plano".
Existem muitas histórias sobre as Terras da Sombra mas quanto elas tem de verdade não se sabe. Os Dothrakis acreditam que a terra seja coberta por uma relva fantasma, com talos que brilham no escuro e crescem mais alto do que um homem a cavalo. Deanerys ouviu que "encantadores, bruxos e aeromancistas praticam suas artes ao ar livre em Asshai, enquanto homens das sombras faziam terríveis feitiços na escuridão da noite". Também há mestres de Westeros em Asshai, que ensinam aos outros seus poderes de cura mas mesmo suas bruxarias exigem sacrifício de sangue. Livros antigos de Asshai mostram a profecia de Azor Ahai seguida pelos membros da fé em R'hllo. Daenerys ouviu que os dragões se originaram nas Terras da Sombra além de Asshai e das ilhas do Mar de Jade e possivelmente ainda vivem lá. Bran Stark tem um sonho em que voa em dragões em Asshai. Os ovos petrificados de dragão que Illyrio dá de presente de casamento a Daenerys se diz terem vindo das Terras da Sombra. Os homens de lá cobrem seus corpos com tatuagens, usam máscaras laqueadas de madeira e sua aparência é escura e solene. Os Dothraki creem que os asshai's, que tem uma linguagem própria, são gerados de sombras.

#### Ibben
Ibben é uma coleção de ilhas no norte de Essos localizadas na Baía das Baleias. A maior destas ilhas é Ib, que contém as cidades de Porto de Ibben e Ib Nor. Até o Cataclismo de Valíria, Ibben foi governada por um Rei-Deus. Hoje o poder pertence ao Conselho da Sombra, composto de nobres, padres e homens ricos. Ibben é primeiro mencionada em A Game of Thrones, onde Tyrion Lannister fala dos rumores de que mamutes "percorrem desertos gelados além do Porto de Ibben". Em 2002, George Martin disse que a saga provavelmente não levará os leitores até Ibben, descrita por ele como "fria, montanhosa, uma ilha do tamanho da Islândia", no Mar Tremente, com o Porto de Ibben como sua maior cidade; alguns de seus habitantes também vivem em pequenas ilhas por perto ou em colônias em Essos. Devido à enorme população de baleias no Mar Tremente, muito dos habitantes de Ibben teriam sido anteriormente baleias. Eles são conhecidos por mastigar gordura de baleia para manter seu metabolismo em ordem no clima frio da região. Os livros os descrevem como pessoas atarracadas e peludas. Arya Stark chega a conhecer um mulher de Ibben que tem bigodes e num sonho vê um "homem escuro e malvado de Ib com um machado". Eles falam uma linguagem própria e tem uma voz baixa e rouca.

#### Yi Ti
Os livros repetidamente descrevem Yi Ti como uma cidade cheia de maravilhas, situada no extremo leste de Essos. Até o quinto livro publicado, A Dance with Dragons, ela ainda não havia aparecido em nenhum dos mapas dos livros, mas Martin especificou que "Yi Ti fica ao sudeste de Qarth, através do Mar de Jade". Ela é primeiro mencionada em A Game of Thrones, com os rumores de que "basiliscos infestaram as selvas de Yi Ti"; em A Feast for Crows, histórias de marinheiros mencionam que "um praga cinzenta infestou Yi Ti". O deus do povo do lugar chama-se O Leão da Noite". Daenerys vê pessoas de Yi Ti como homens de olhos brilhantes com chapéus de rabo de macaco nos mercados de Vaes Dothrak.

#### Planícies dos Jogos Nhai
Ao norte de Yi Ti, as planícies de Jogos Nhai são batidas pelo vento e cheias de colinas. Ela são dominadas por uma raça de guerreiros montados chamados Jogos Nhai, nômades que vivem em tendas. Eles são baixos, atarracados, tem grandes cabeças e faces pequenas. Homens e mulheres tem crânios pontudos, resultado do costume de amarrarem as cabeças dos recém-nascidos. Eles também montam zebralos, uma montaria listrada que pode suportar muito mais que um cavalo comum. Eles não lutam entre si e vivem em clãs ligados por sangue, mas estão sempre em estado de guerra perpétua contra forasteiros. Cada tribo é comandada por um jhat ou chefe guerreiro e uma cantora da lua, que é uma sacerdotisa, juíza e curandeira. Os jhat são normalmente homens e os cantores da lua, mulheres.

## Sothoryos
Ao sul de Essos jaz o continente de Sothoryos, também escrito Sothoros nos livros. Sothoryos é o terceiro continente do mundo conhecido. Ele é grande, infestado de pragas, coberto de selvas e praticamente inexplorado. Ele é descrito como "uma terra sem fim" por Jaenara Belaerys, um lorde de dragões valiriano do período anterior ao Cataclismo de Valíria. O continente aparece primeiramente nomeado num mapa em A Storm of Swords (2000), mostrando as cidades de Yeen e Zamettar nele. A narrativa da saga só se refere exatamente a ele no livro seguinte, A Feast for Crows (2005). Em 2002 ele foi descrito pelo autor como "o continente do sul, aproximadamente equivalente à África, coberto de selvas e de pragas e praticamente inexplorado". Pouca coisa nos livros descreve ou dá informações sobre Sothoryos: ele tem uma natureza pantanosa, diz-se que teca de lá é usada para construir navios, uma estrada de corsários atravessa a costa norte do continente. Victarion descreve algumas pessoas como sendo "peludas e atarracadas como os macacos de Sothoros" e alguns homens que lutam na arena de Daznak para entreter Daenerys em A Dance with Dragons são descritos como parecidos com "os meio-homens de pele rajada das selvas de Sothoros".

## Ulthos
A coleção de mapas em The Lands of Ice and Fire também mostra a ponta norte de uma massa de terra chamada "Ulthos", ao sul de Essos e a leste de Sothoryos. Perguntado se isto era outro continente, George R. R. Martin respondeu: "Bem, é uma grande massa de terra. Eu ainda não estou certo da denominação formal "continente" ao invés de "grande ilha", nem do tamanho de Ulthos, que afinal fica no fim do mundo conhecido. É uma Terra Incógnita e tudo mais".